# 格下げ車両
格下げ車両（かくさげしゃりょう）とは、優等車両（特別席車両や優等列車用車両、観光バス）を一般用に改造・転用した鉄道車両もしくバスのことである。格下げ車とも呼ばれる。
車両の性質上、高速・長距離走行と快適性が重視される優等車両は接客設備や性能は時代とともに変化するため後継車両が登場すると見劣りすることがあり、程度が良くても性能や設備にランクの劣る車両は格下げの体制で一般車両に転用していた。昨今では車両の水準が向上したことや一貫して優等車両を使用する方針に転換しつつあること、バスにおいてはバリアフリーに難があることなどから以前と比べ格下げ車両は減少傾向にある。

## 鉄道

### 優等車（特別席車両）の格下げ

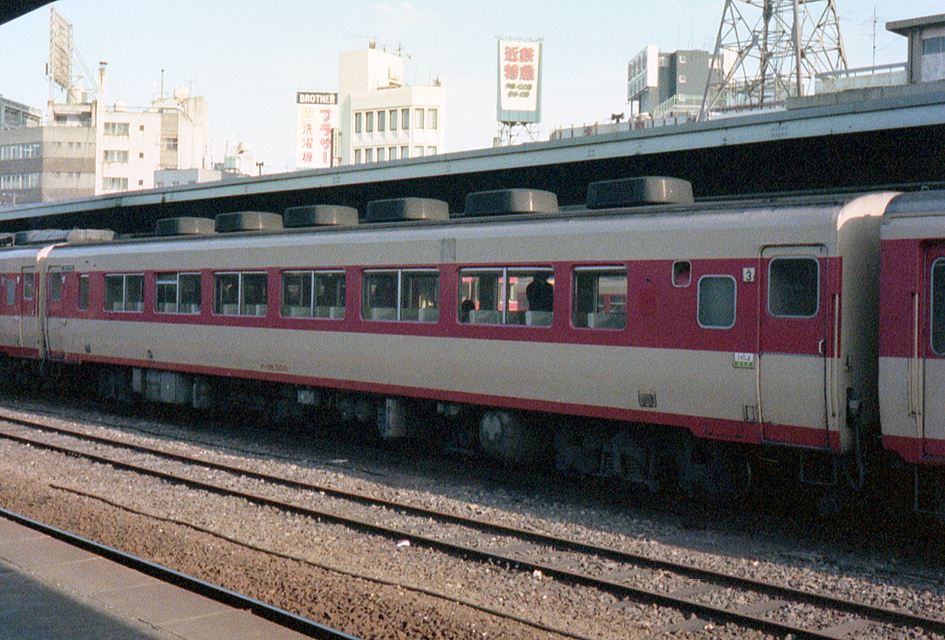
グリーン車から普通車に格下げ改造したキハ28形5000番台

優等車の陳腐化による格下げは、古くから多く行われている。優等車はある程度の水準を保つ必要があることから、新型優等車の登場に伴って旧型優等車が格下げされるのは、必然の流れであった。一等車、二等車がそれぞれ二等車、三等車に格下げされるばかりでなく、合造車や非旅客用の荷物車や郵便荷物車、事業用車に改造される例もあった。一般用の車両ばかりでなく、皇室用の供奉車が種車になった例もある。
日本国有鉄道（国鉄）・JRの座席車ではリクライニングシートを備えた特別二等車（特ロ）に比べて設備が劣るボックスシート・転換クロスシート・回転クロスシートを備える並型二等車（並ロ）は1968年までに近郊形車両であるサロ110形・サロ111形を除いて二等車（普通車）に格下げされている。グリーン車では急行形車両においては四国・九州地区で使用されていたキロ28形の座席を交換することなく格下げし、普通車の指定席に転用したキハ28形5000番台・5200番台が存在したほか、交直流電車では先頭車の絶対数不足からサロ165形・サロ455形から改造したクハ455形600番台が存在した。特急形車両では極めて異例であるが、485系電車においては東北特急廃止で余剰となったクロ481形を九州地区への転用に際し格下げ改造したクハ481形600番台、「ひたち」のモノクラス化および短編成化に際してサハ481形の絶対数不足からサロ481形・サロ183形・サロ189形から格下げ改造したサハ481形300番台やクハ481形1100番台、「しらさぎ」用付属編成の捻出および「スーパー雷鳥」用編成の10両貫通編成化を目的として同じくサロ481形から格下げ改造したサハ481形500番台が存在した。ただしこれら485系の例では、座席は格下げ後の等級の一般的な設備と同等のものに取り替えられており、接客設備（主に座席）の大幅な変更を伴うことなく種別や等級だけを下げる他の事例とはかなり趣きを異にする。

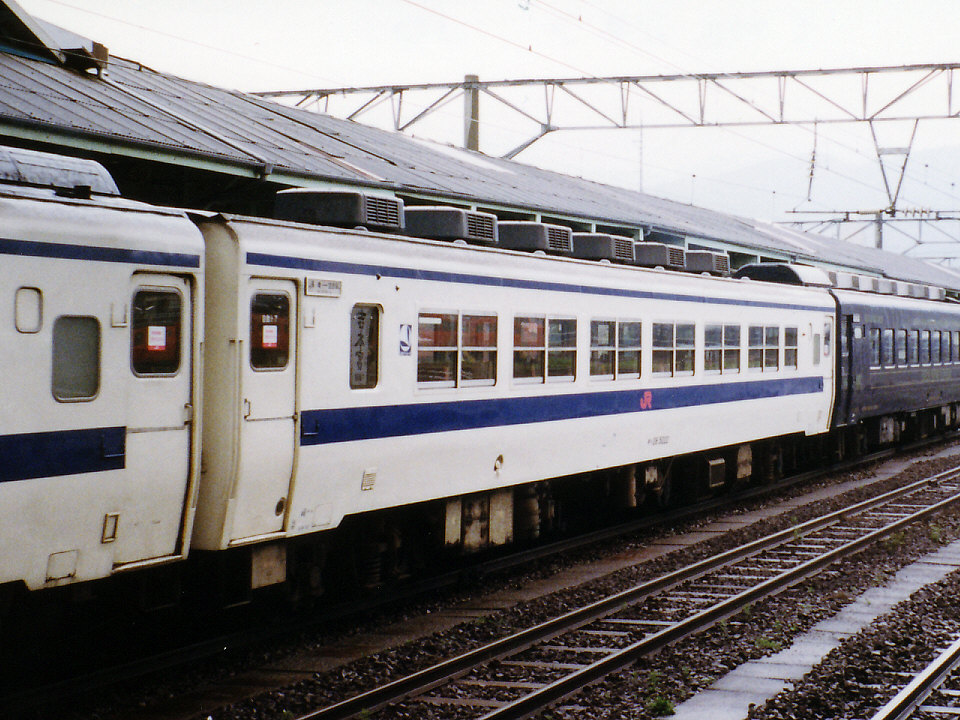
キハ28形5200番台
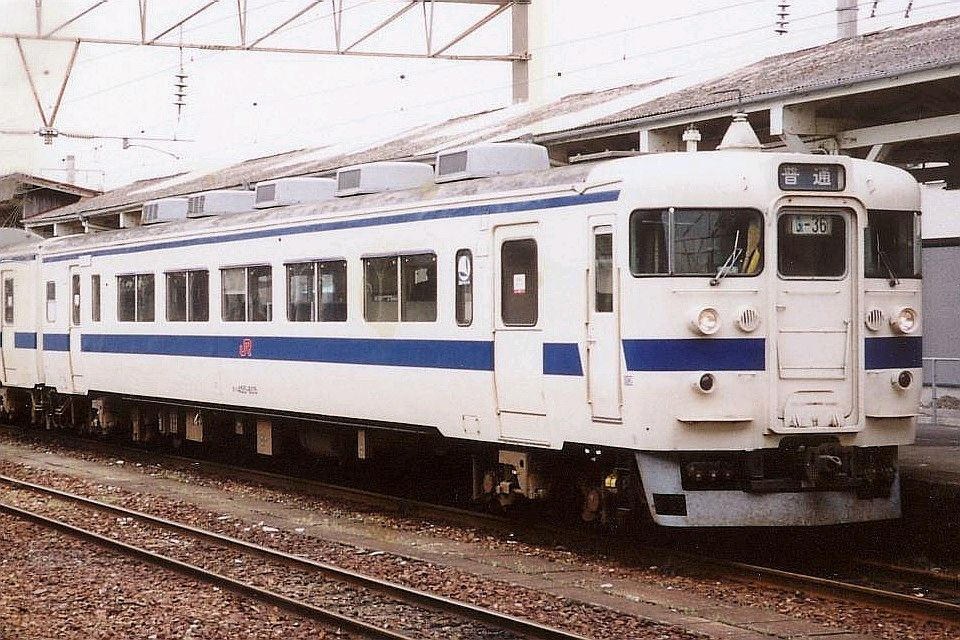
クハ455形600番台
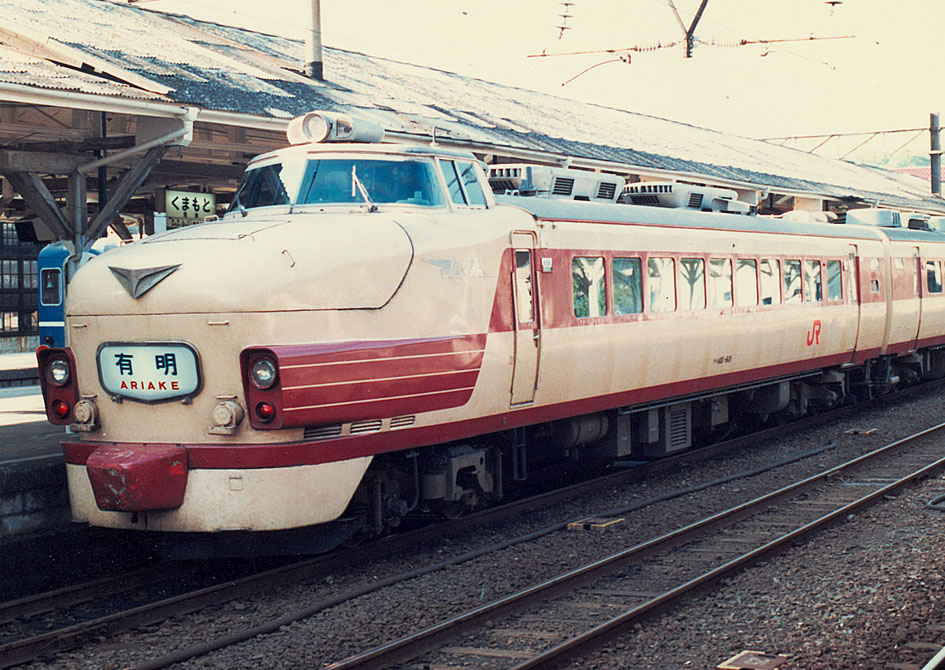
クハ481形600番台
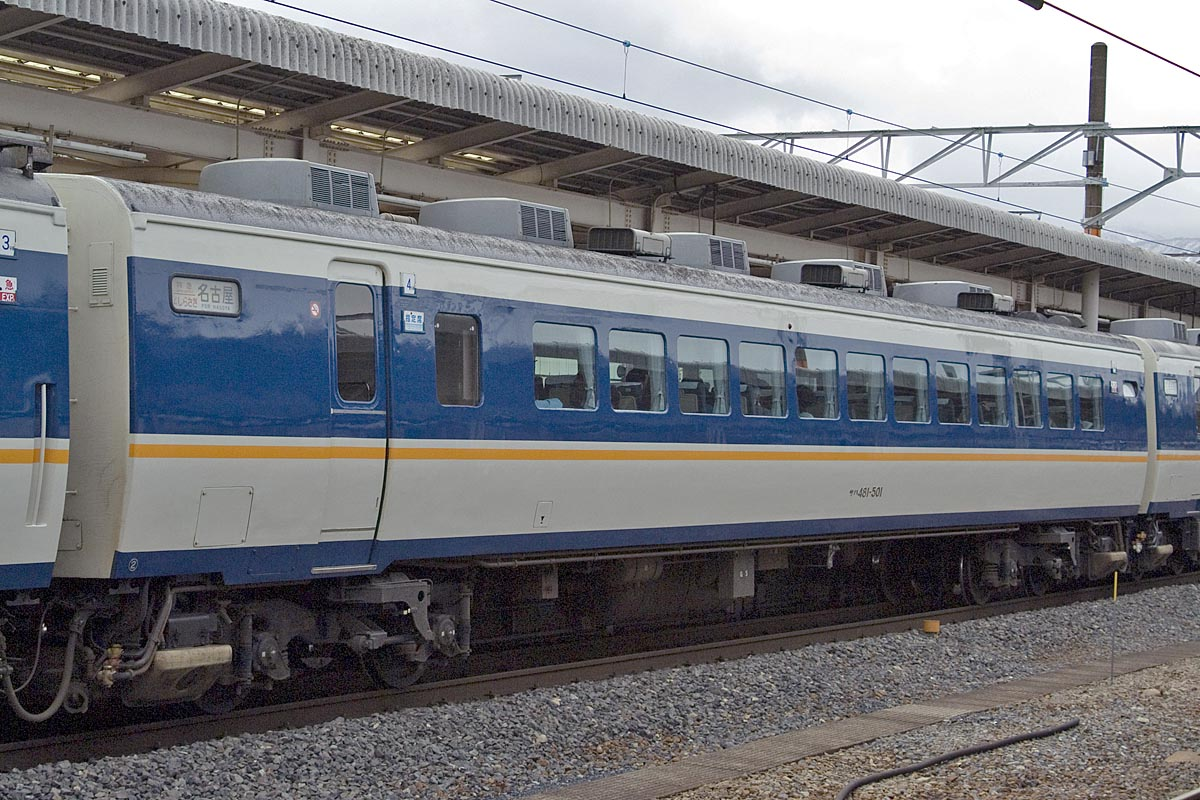
サハ481形500番台

### 優等列車用車両の格下げ
優等列車用車両の格下げでは扉の増設を伴わないもの、扉の増設を伴うもの、近郊形グリーン車への格下げがある。後継車両に置き換えられたり余剰となった特急・急行用車両を一般列車に転用し、高性能化や冷房化、経年車両の置き換えなどの体質改善や輸送力増強に充てるケースがある。

#### 扉の増設を伴わないもの

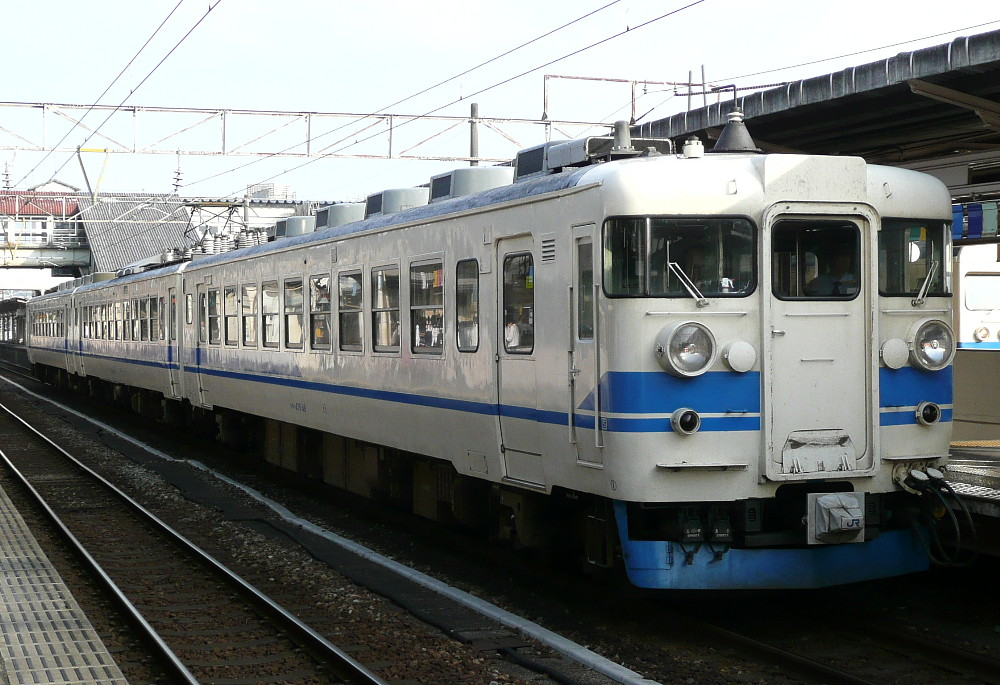
北陸本線の普通列車で使用する475系

国鉄・JRでは急行列車の廃止・削減の影響を受けて余剰車両の有効活用の観点から一般形車両の体質改善のために急行形車両を原形に近い形で普通列車に転用した例があり、中には座席の一部もしくは全体をロングシートに改造した車両(12系1000番台・2000番台・国鉄キハ58系気動車#普通列車などへの転用など)も存在したほか、四国旅客鉄道（JR四国）ではキハ185系気動車を普通列車用に格下げ改造した車両が存在する。
私鉄では東武鉄道では5700系電車が特急車時代の外観・内装のまま快速列車や急行列車、快速急行に使用されたほか、1800系電車では輸送量の少ない支線区での高性能化のために座席の一部を撤去し、通勤車に格下げ改造した例がある。ほかには座席の一部をロングシート化・クロスシート部を2+1列化し、嵐山線の普通列車に転用した阪急6300系電車や特急車時代のまま志摩線の普通列車用に転用された近鉄680系電車、先頭車の構造の問題から扉の増設が困難だった西鉄1300形電車などがある。変わり種として、名古屋鉄道では事故で損傷した1030系・1230系1134Fのうち、編成を組んでいた1030系が事故廃車となったため、損傷が少なかった1230系を復旧に際して1380系に格下げ改造した例がある。また特急兼用車として3扉セミクロスシート車として作られた京阪9000系電車は全座席をロングシート化して通勤車に格下げ改造された。

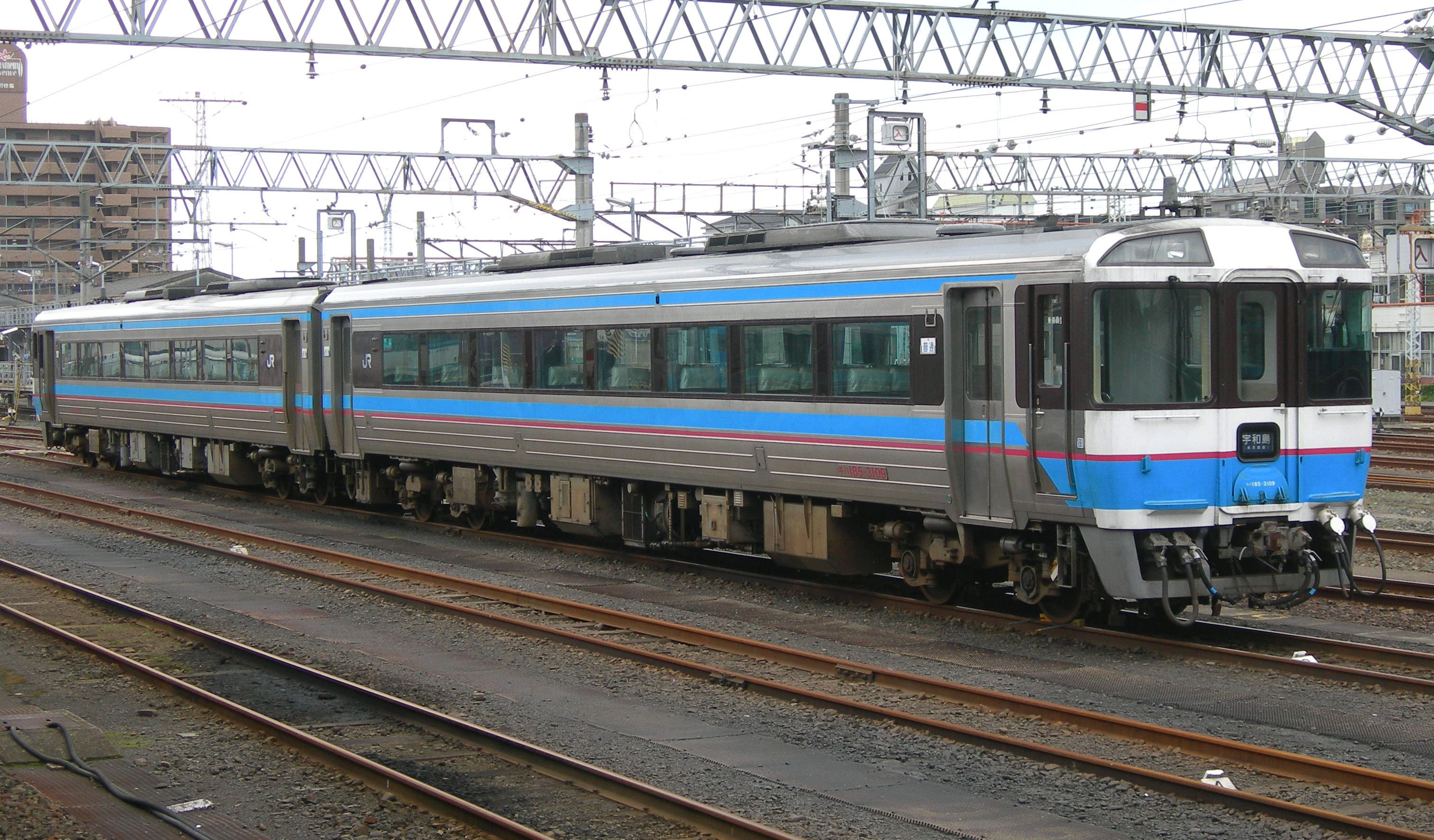
JR四国で特急用車両から格下げされたキハ185系（3100番台）
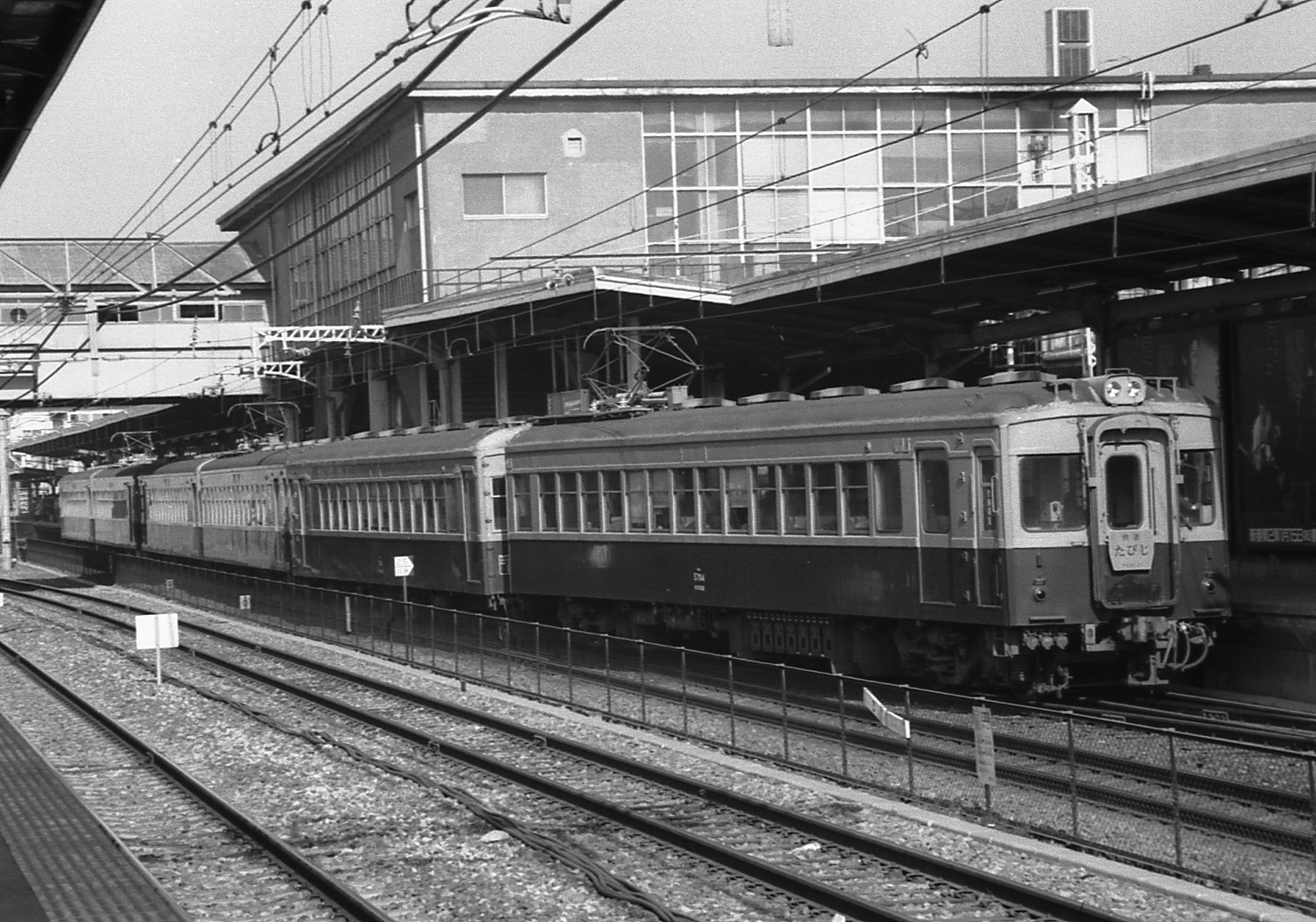
東武5700系
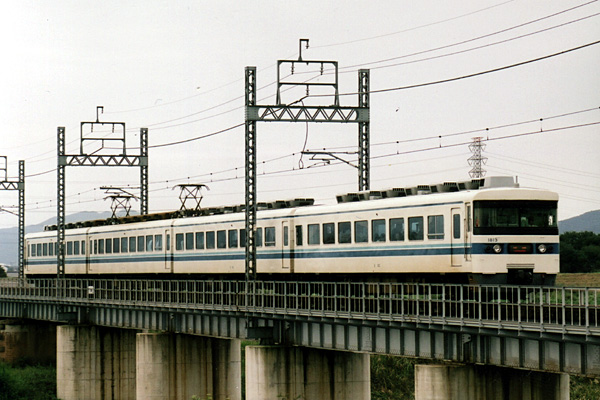
有料急行用車両からの格下げの例：東武1800系
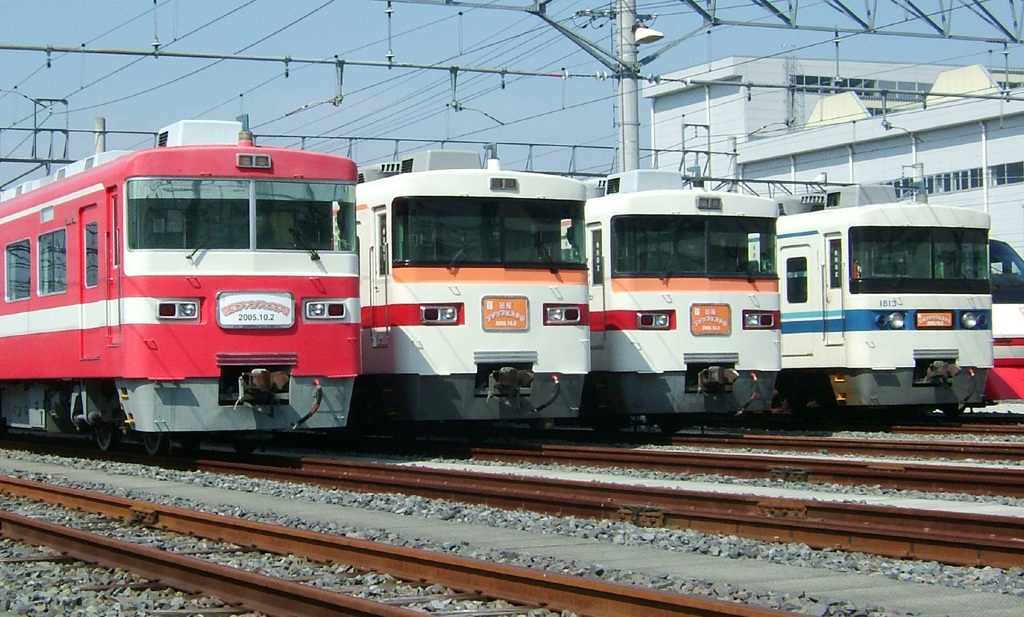
東武1800系原形車と東武350系と東武300系と東武1800系格下げ車の対比
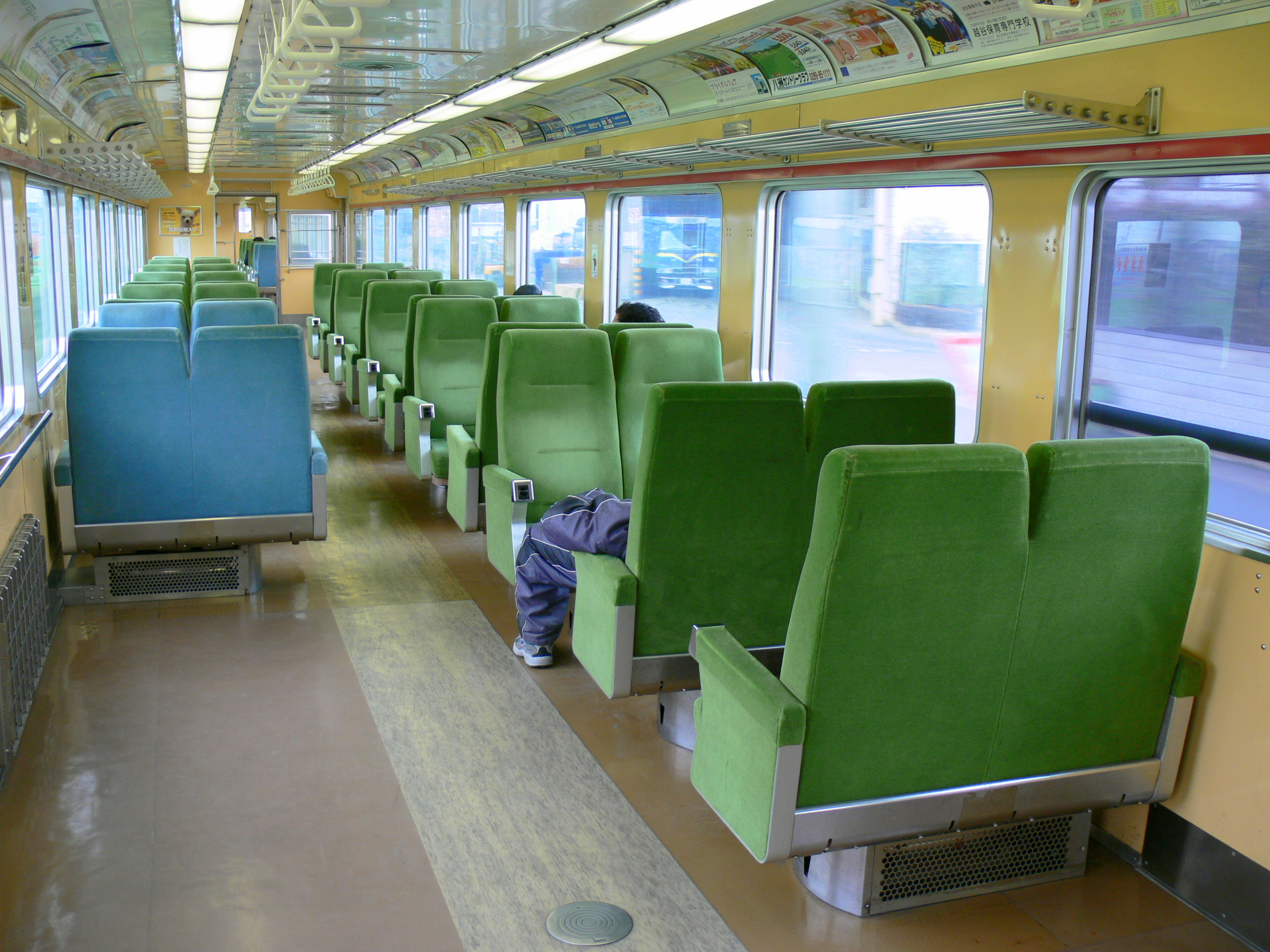
東武1800系格下げ車室内
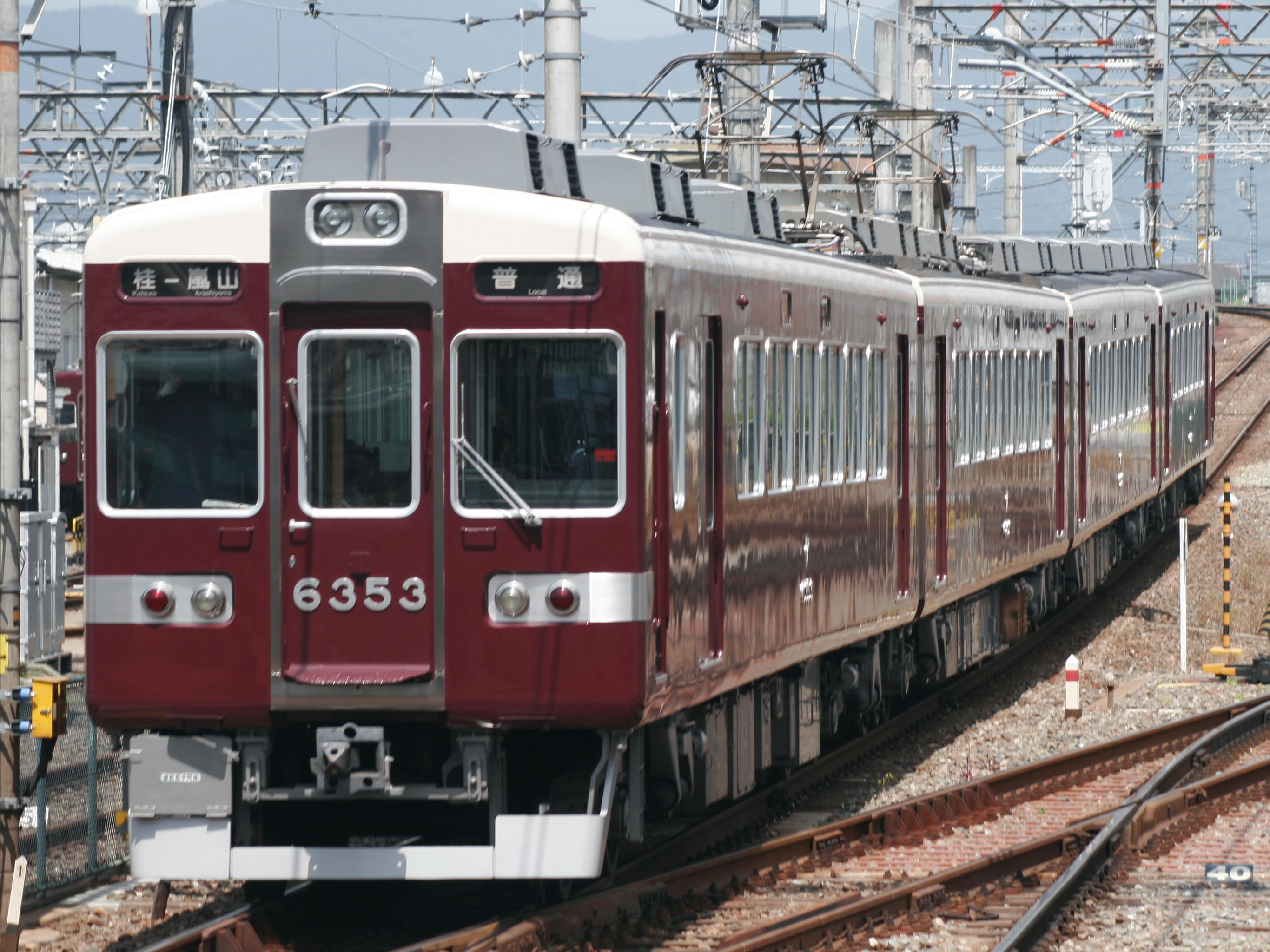
料金不要特急用車両からの格下げの例:阪急嵐山線で使用する6300系は原形に近い形で使用する
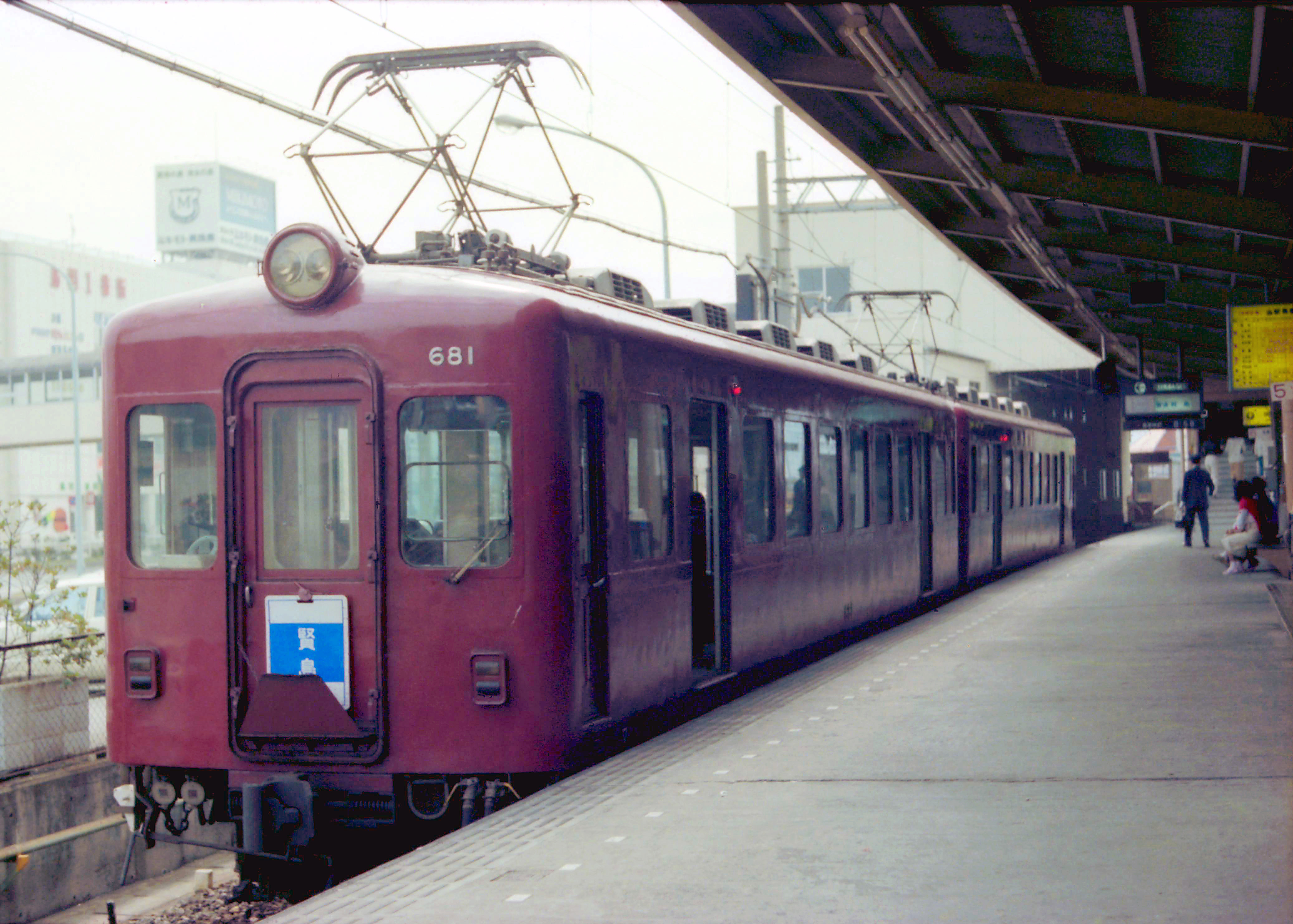
近鉄モ681形の外観
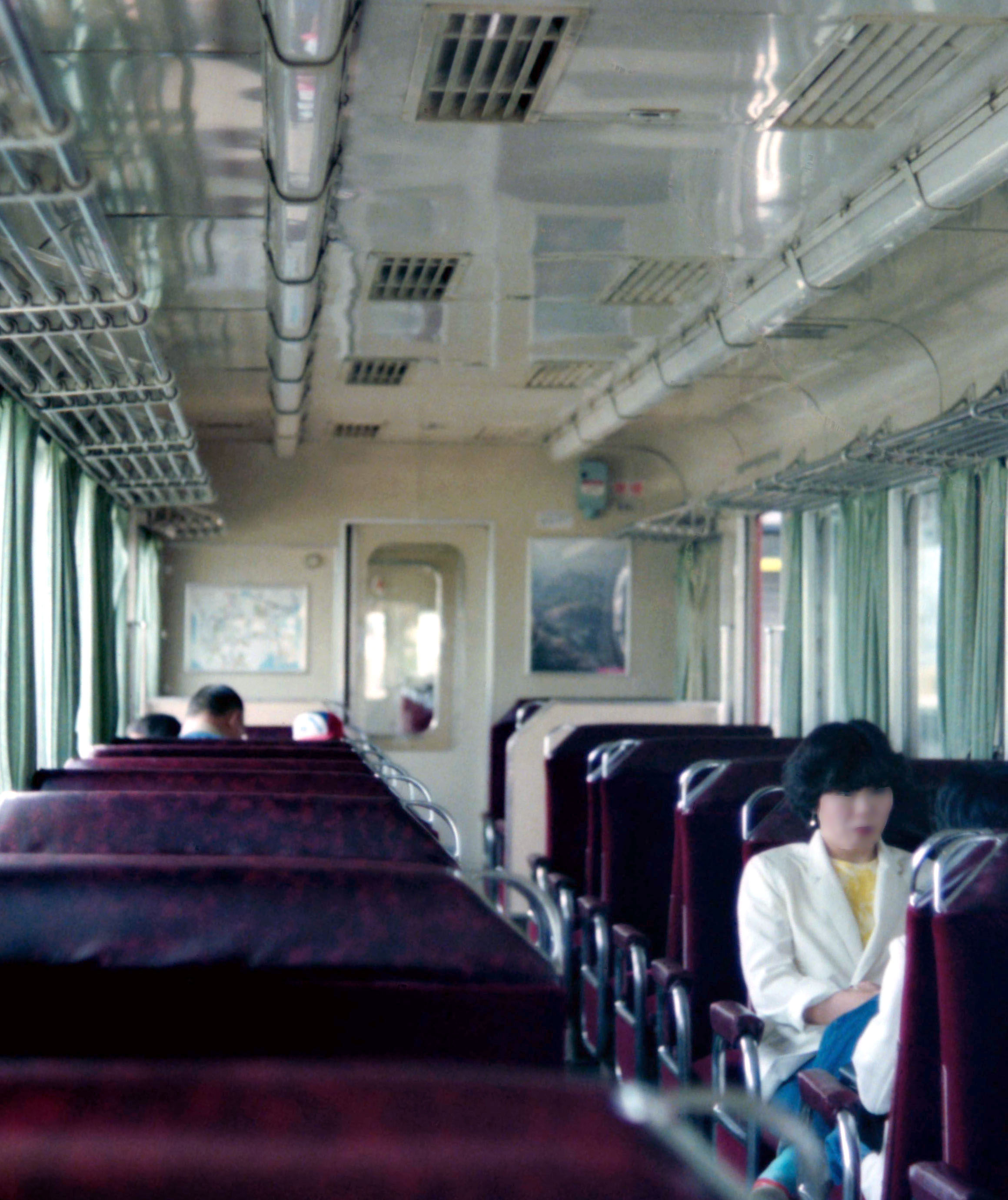
近鉄モ681形の内装
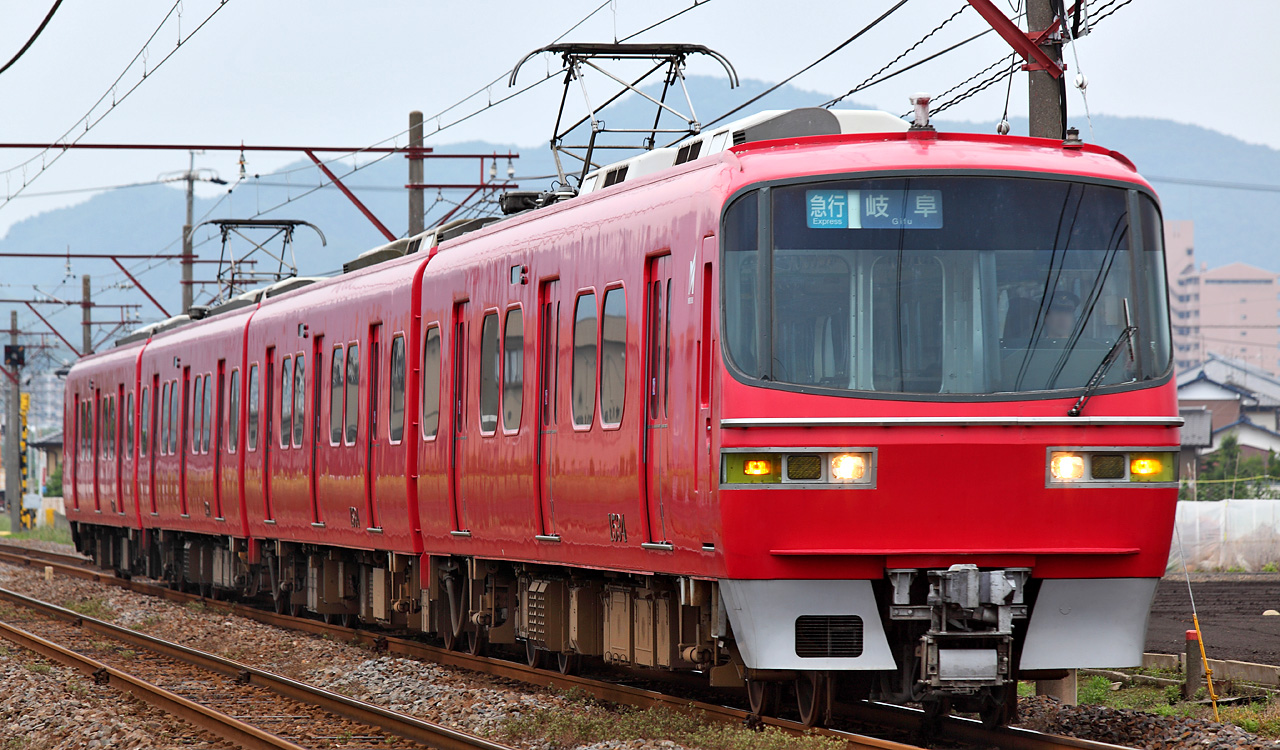
名鉄1380系
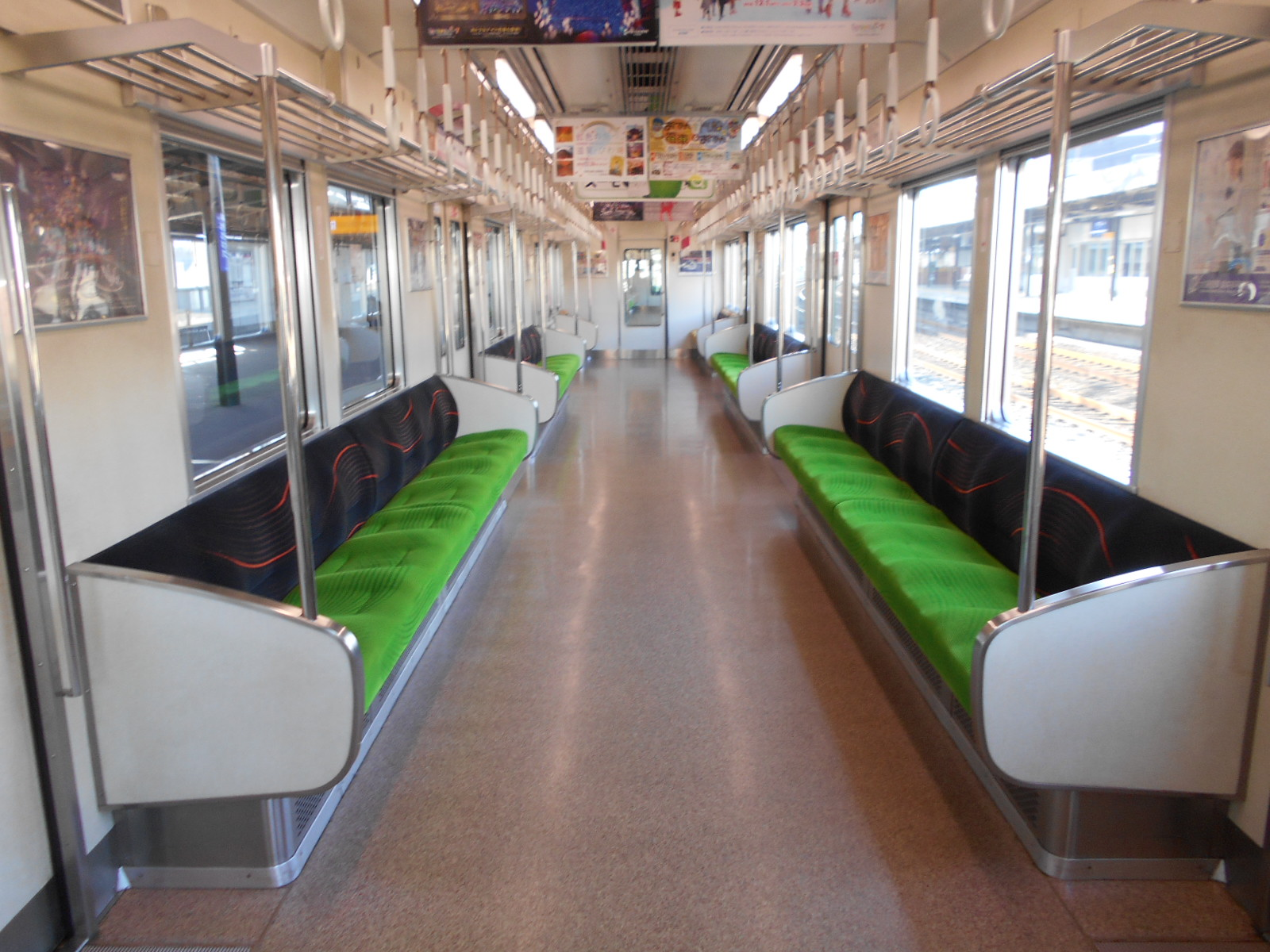
京阪9000系の内装

#### 扉の増設を伴うもの

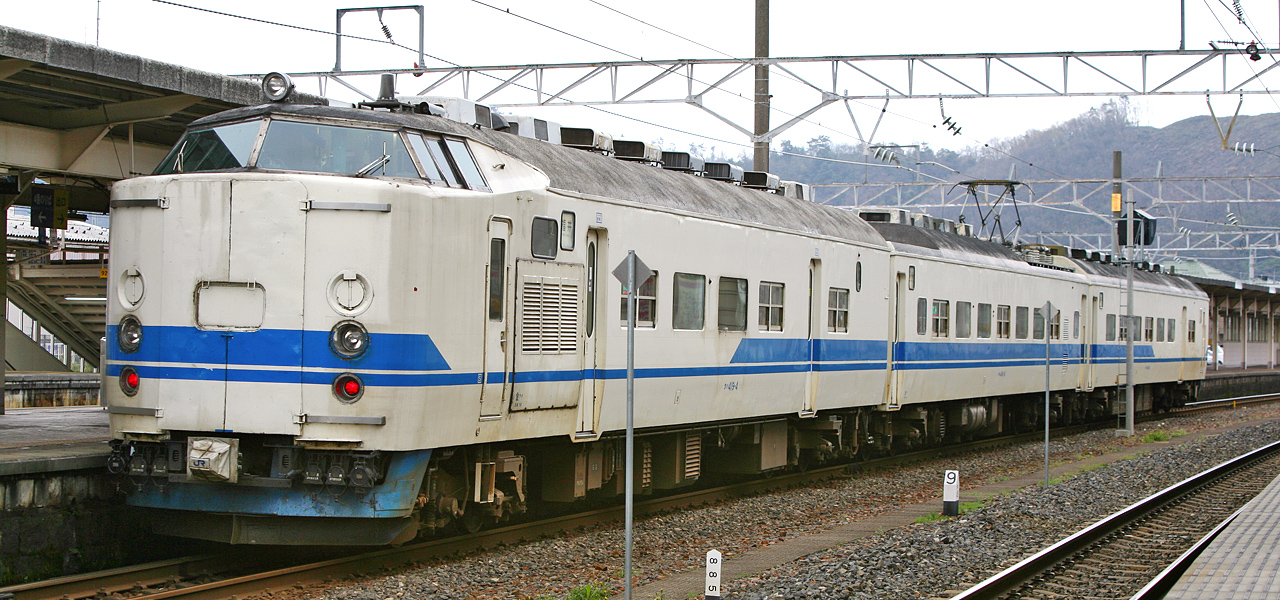
419系電車

この種の改造では国鉄・JRより優等列車において動力分散方式を早くから採用している私鉄の旧型車に見られた。特に料金不要の優等列車を多く設定している阪急電鉄・京阪電気鉄道・西日本鉄道では高性能車でも扉の増設を伴う格下げ改造が行われている。
国鉄・JRでは夜行列車の廃止・削減で余剰となった583系電車を扉の増設・セミクロスシート化した419系・715系電車が存在した他、457系電車を短編成化し、中央部に扉を増設した717系電車900番台が存在した。また東海道・山陽新幹線の0系の25形1900番台は、グリーン車である15形1000番台の余剰車を、扉の増設を行った上で改造したものである。
私鉄では扉を増設・ロングシート化・つり革の設置など通勤形車両に近い形に改造する場合があり、この場合も通勤車格下げと称する場合がある。
元来、優等列車用車両では高速・長距離運転を行う性質上走行距離が大きく、扉の増設などの改造も車体強度を低下させるなど、老朽化を進行させやすい。一例として、格下げ改造を受けた阪急2800系電車が老朽化で全廃された後も、先行して登場した一般車両である2300系電車の方が大量に残存した。また、京阪1900系電車では格下げ後に冷房化と更新修繕を行ったが、経年のある車両への追加改修工事にコストを要したことに鑑み、後継車両である3000系電車はさらに後継となる8000系電車の導入後は格下げされることなく大部分が廃車となるなど、こうした改造はコストがかかりやすい傾向にあるため、昨今ではこの種の改造は行われなくなりつつある。その一方、先述の419系電車は交直流電車という車両製造コストの高さから改造後も長く使用され、種車の583系時代よりも長く使用される異色例となった。

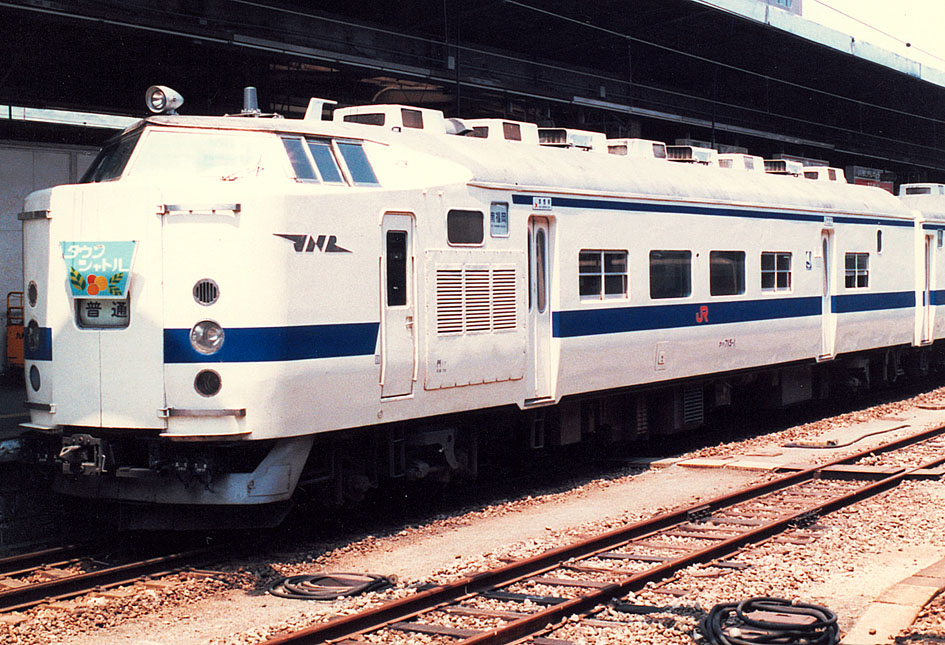
クハ715形
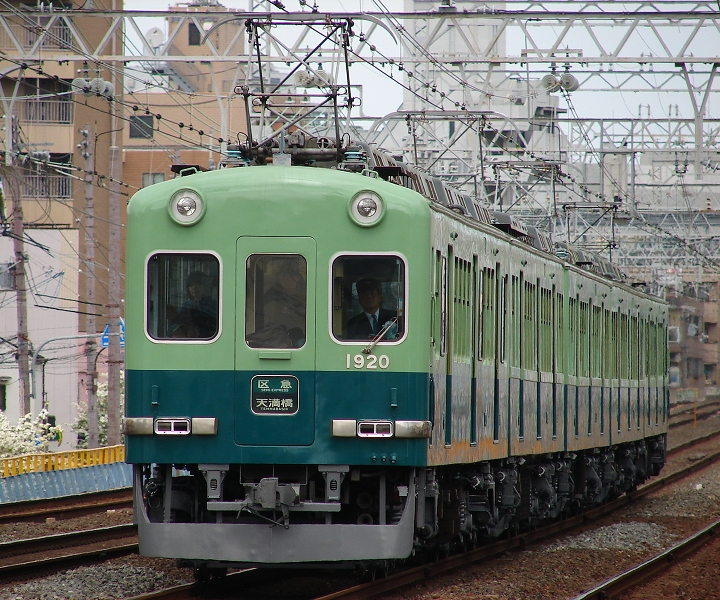
料金不要特急用車両からの格下げの例:京阪1900系は3扉ロングシートに改造された
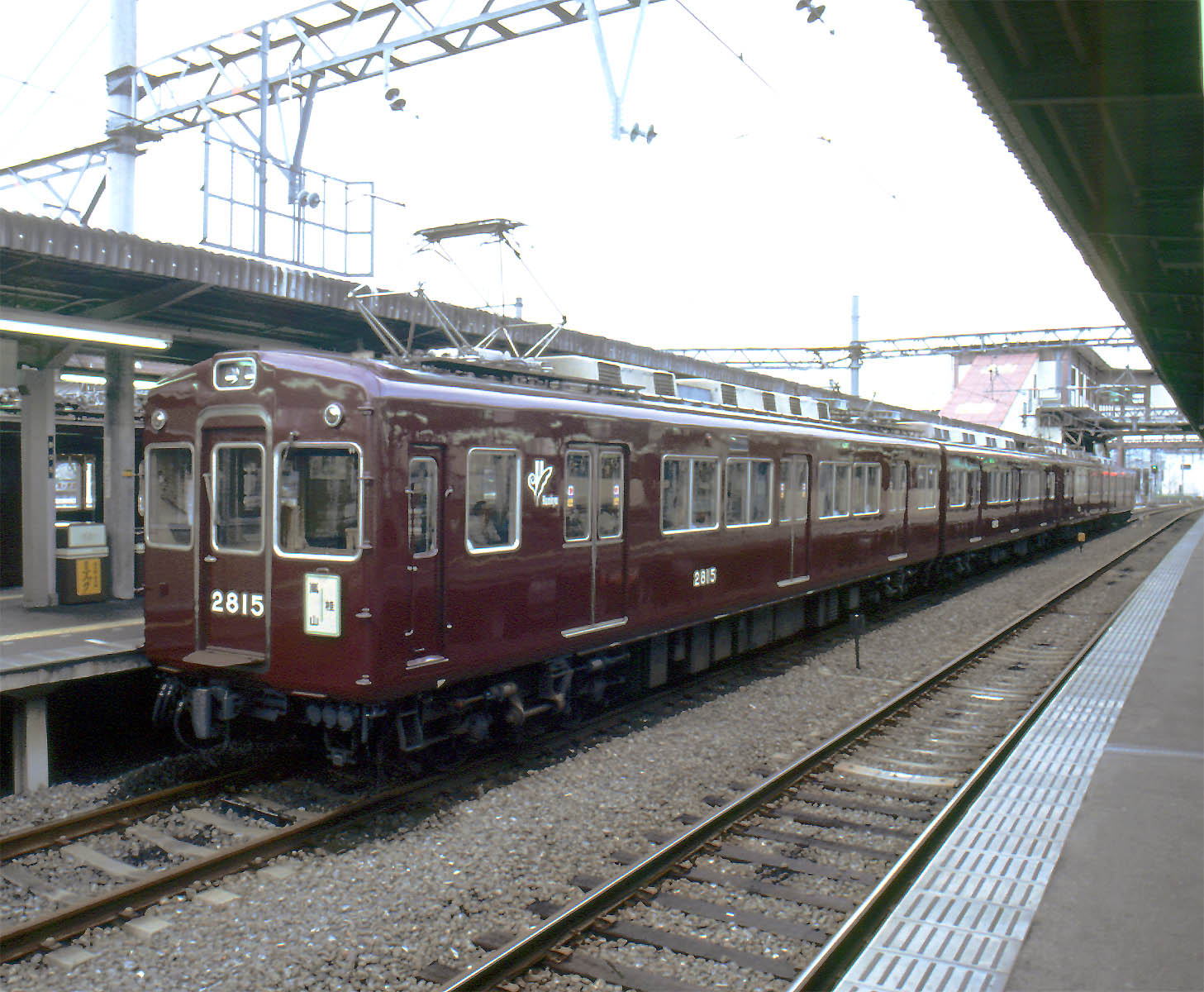
普通運用に転用された阪急2800系
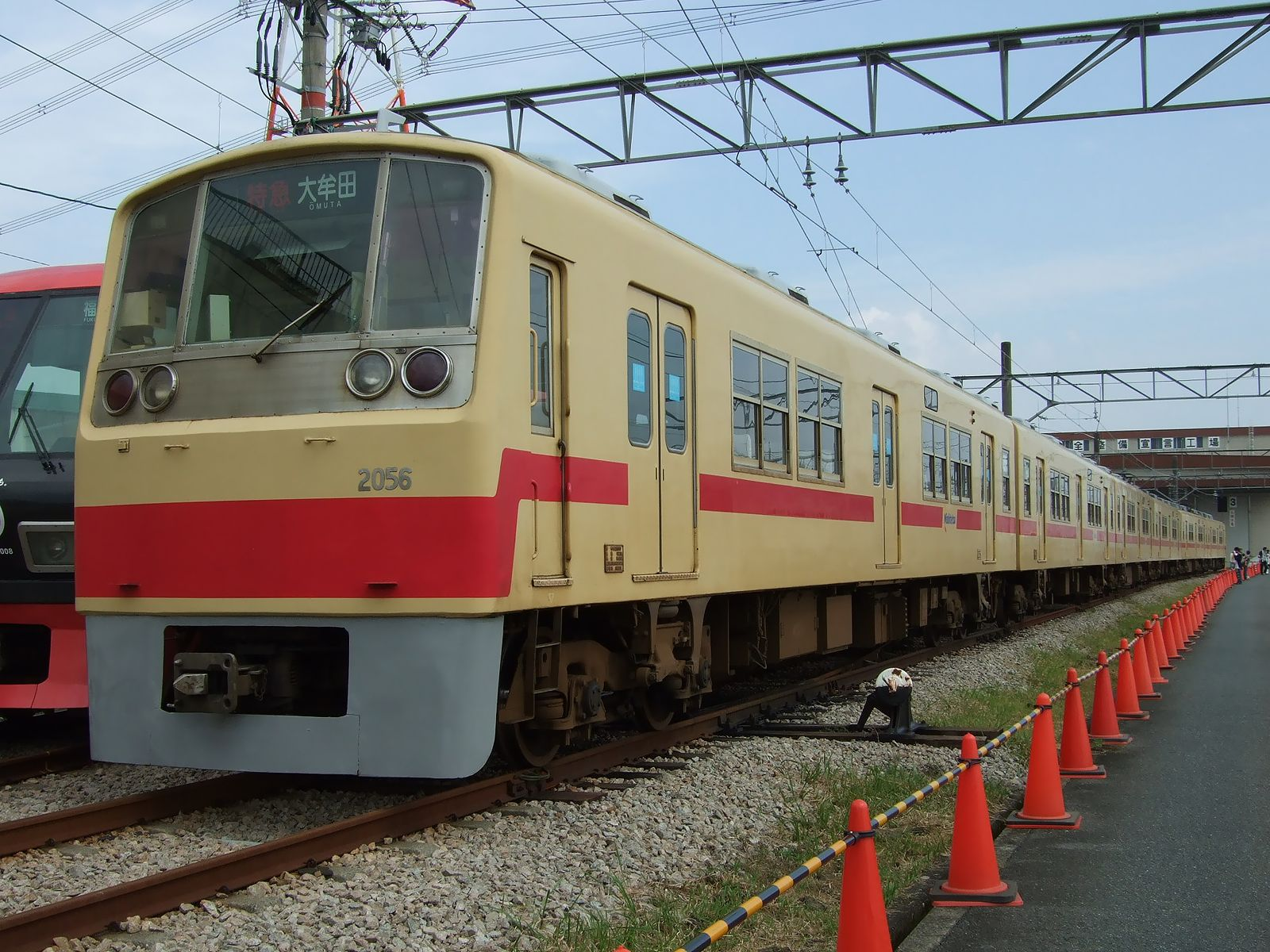
急行用格下げ改造された西鉄2000形

#### 近郊形グリーン車への格下げ
サロ110（1200番台を除く）・112形は特急形・急行形車両の改造で賄われた。サロ110形は0（→1000）・900番台がサロ153から、301がサロ180から、302・303はサロ181から、304 - 311と1301 - 1305はサロ183から、351 - 362と1351 - 1358はサロ489・481から、401がサロ165からそれぞれ改造されたものである。サロ112形は30両がサロ152から、1両がサロ163からそれぞれ改造された。

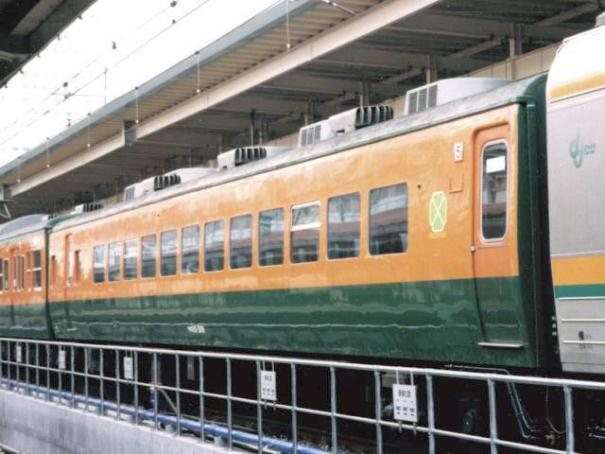
サロ110-309
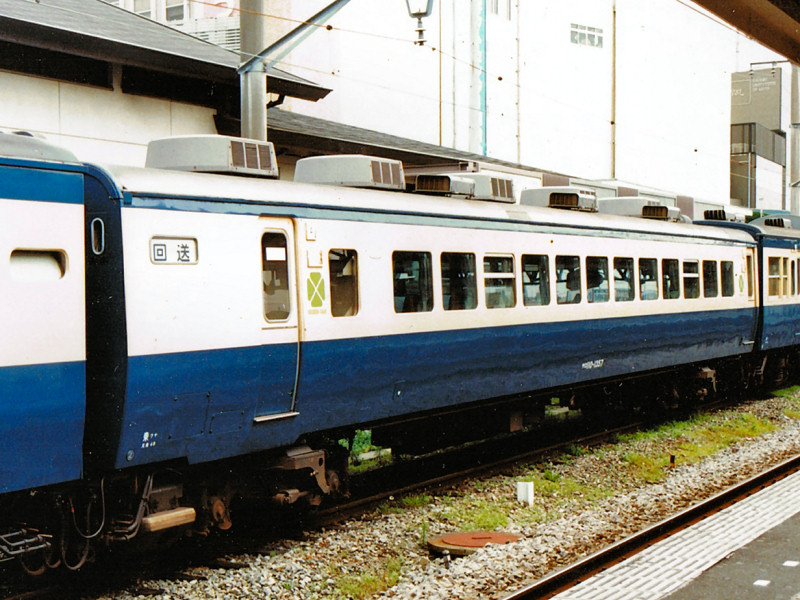
サロ110-1357

### 格下げを前提とした車両

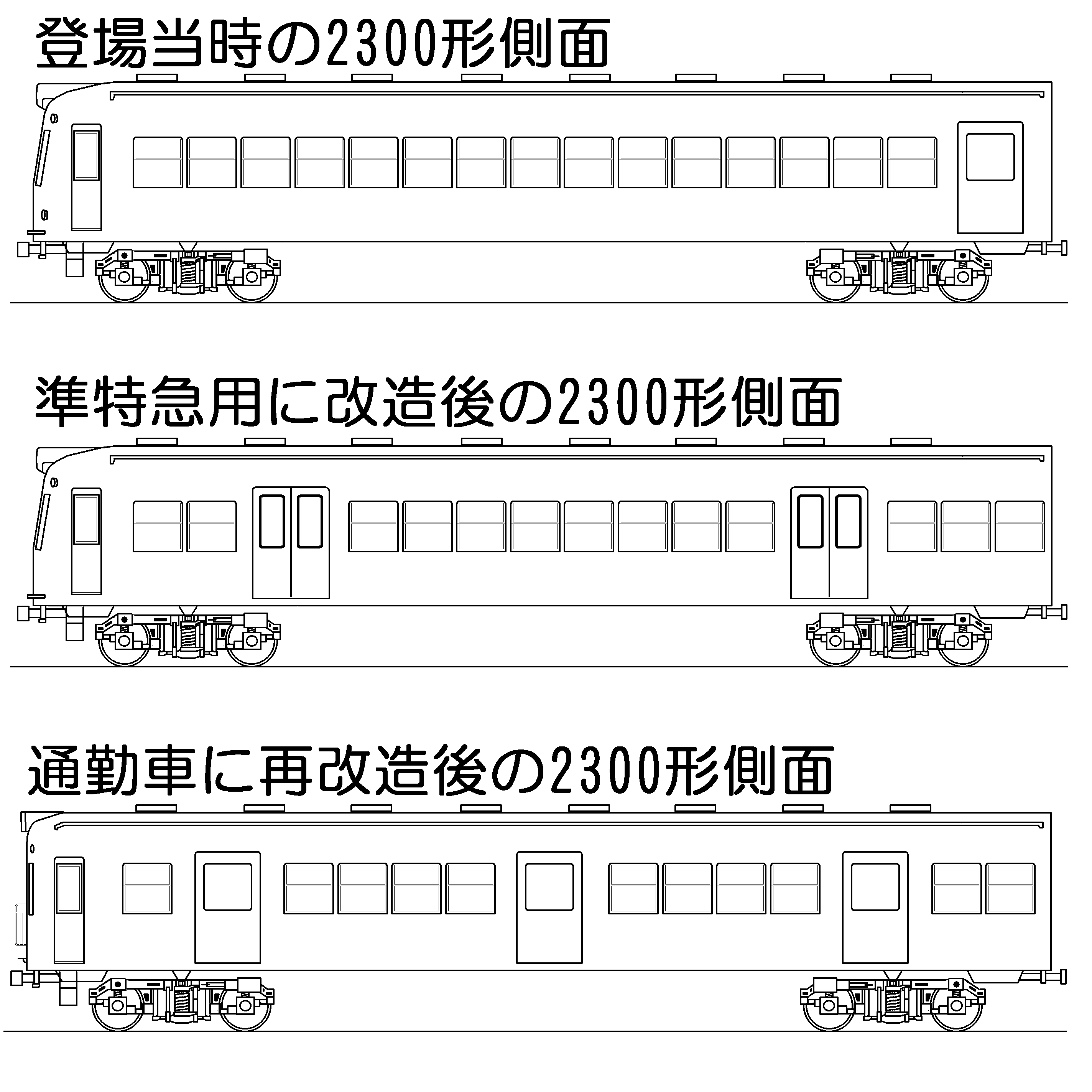
小田急2300形
暫定的な特急用として登場し、2度に亘って準特急用、一般車（通勤車）に格下げされた。

登場後は暫定的に優等列車で使用し、本来の優等列車用車両導入後に一般車両へ格下げを前提とした車両もある。
小田急電鉄では特急増発用に製造された2300形電車はSE車こと3000形電車の導入が計画された時期に導入されたため、3000形登場後は格下げを前提としていた。外観・内装は有料特急用車両そのものであるが、システム上では一般車両である2220形電車と同一で3000形導入後は準特急用に2扉セミクロスシートに改造され、1963年にはNSEこと3100形が導入されて準特急が廃止されたため、3扉ロングシートの一般車に改造された。
近畿日本鉄道では6431系電車は名古屋線に導入された当時は狭軌であったため、標準軌への改軌後は大阪・名古屋両線共通の標準軌間用特急車両の導入が決定されていたことから導入後は一般車への格下げを前提としていた。外観・内装は有料特急用車両そのものであるが、システム上では在来車との混結を前提としたため、釣り掛け駆動であった。改軌後は標準軌用の台車に交換し、しばらくは特急列車で使用されたが、後継車両の増備につれて見劣りがしてきたことから1965年に3扉ロングシートの一般車に改造された。
京成電鉄では「開運号」の高性能化を目的に3200形の専用編成が導入され、「空港特急」用としたAE形導入後は一般車両への格下げを前提としていた。外観こそ3扉で通勤車に近いものの一般車との違いは扉は片開きで車内設備はセミクロスシートであり、便所も備えていた。AE形登場後はロングシート化と便所を撤去している。
東日本旅客鉄道（JR東日本）では秋田新幹線建設に伴い、北上線経由の暫定的な特急列車である「秋田リレー」用にキハ110系300番台が導入された。外観では200番台と同一であるが、座席はE217系電車のグリーン車用でデッキも備えていた。秋田新幹線開業後は座席のセミクロスシート化・デッキ仕切りを撤去し、当初の予定通り一般車に格下げされ、飯山線などへ転用されている。なお、座席はE217系電車のグリーン車に転用された。

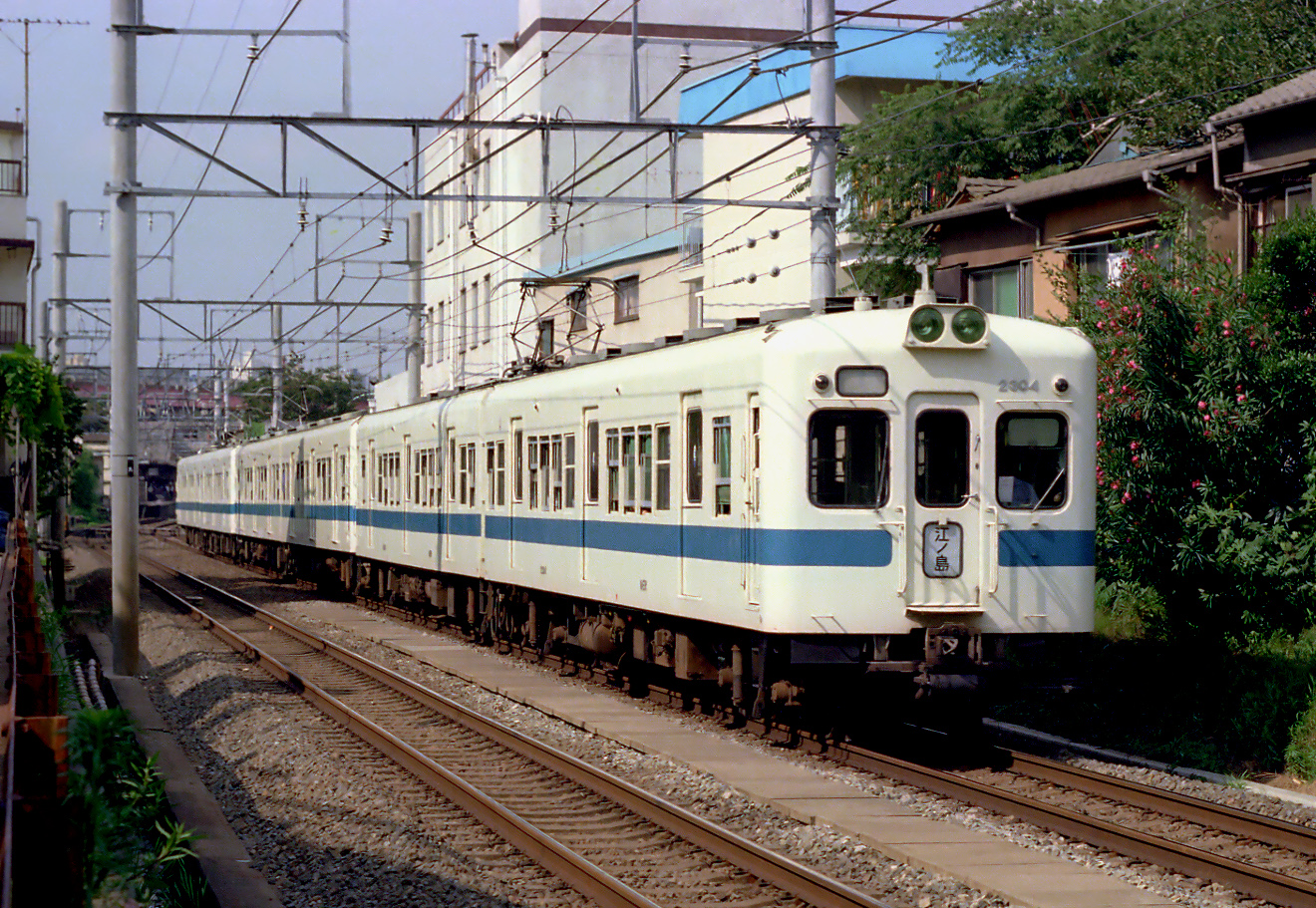
通勤用車両改造後の小田急2300形
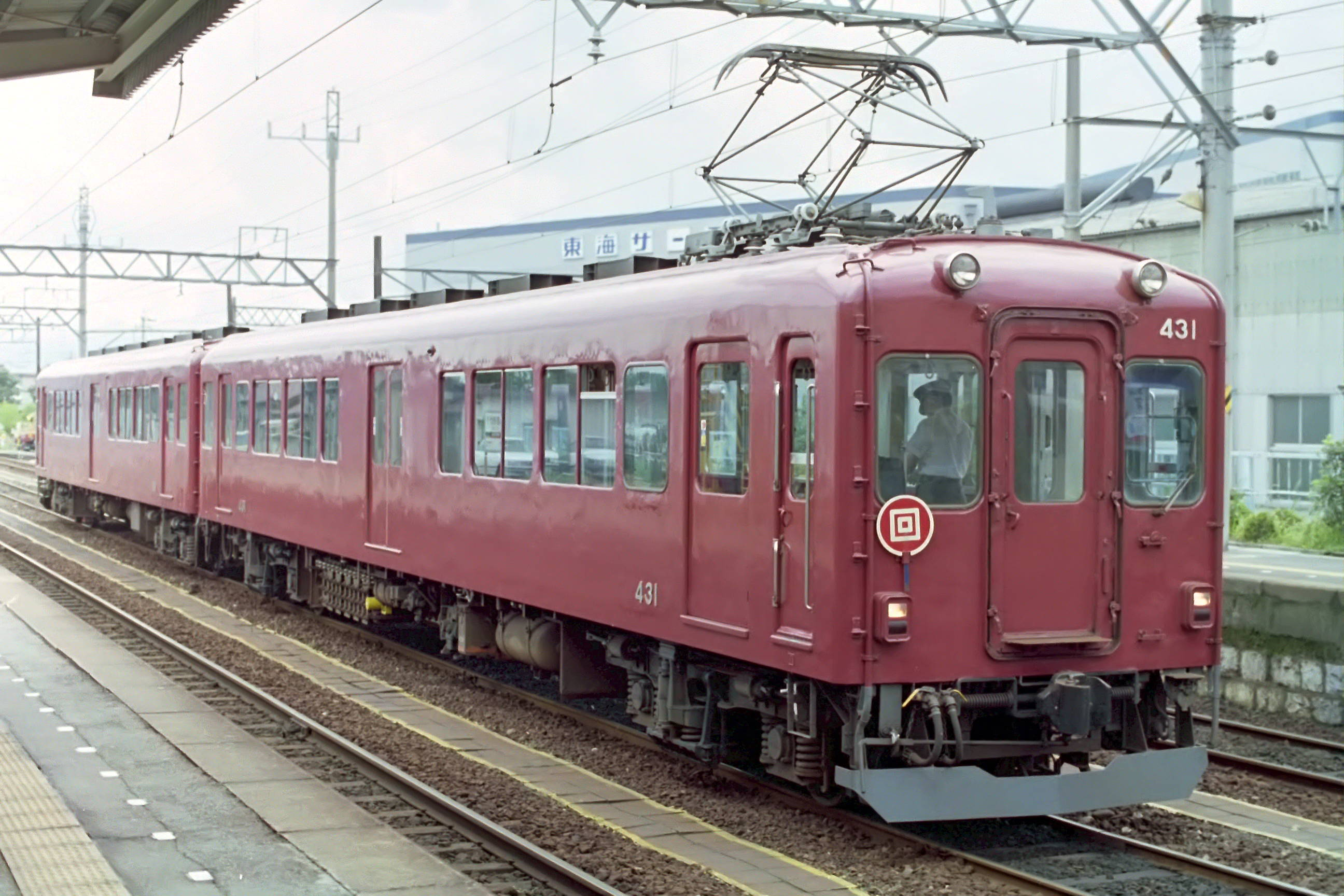
近鉄6431系（写真は養老線転用後の431系）
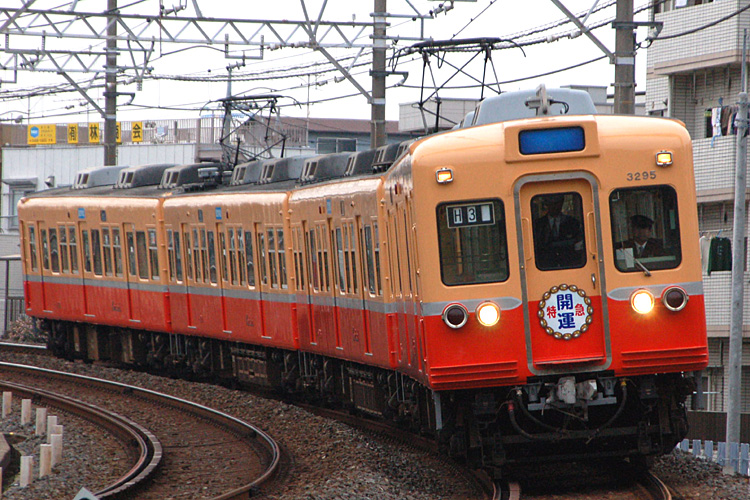
「開運号」用に登場した京成3200形3298編成（写真は格下げ後のリバイバル塗装）
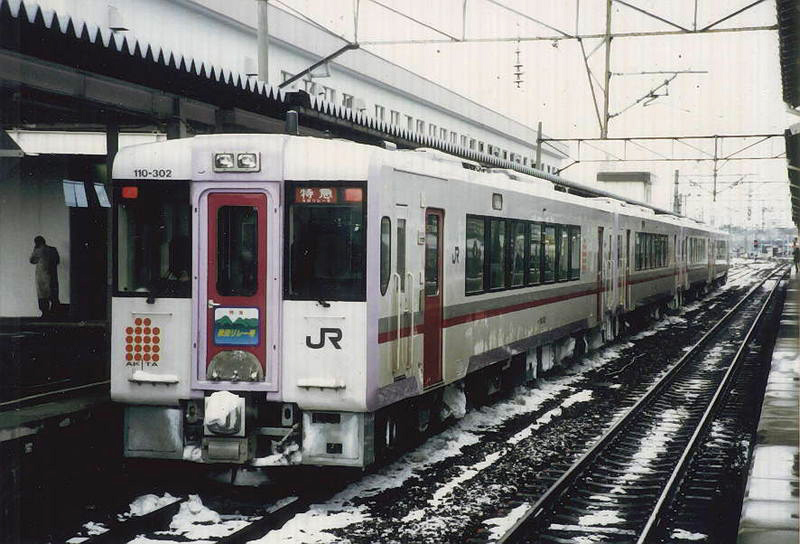
キハ110系300番台

### 車体更新・機器流用の事例
格下げの範疇に含めるかどうかは見解が分かれるが、優等列車用車両の機器を流用したり一般車両の車体に載せ替えた車両もある。
この改造では車体は完全な新製車両と同等で旅客サービス面においては優位となるが、車両性能は種車のままでスピードアップなどへの対応が難しく、性能向上が図られない割には改造規模が大きくコストも嵩むため、あまり行われていない。
国鉄・JRでは交直流急行形電車においては車体を載せ替えて近郊形電車に改造した413系・717系電車や165系電車の機器を流用した通勤形電車であるJR東日本107系電車がある。
私鉄においては京成電鉄では格下げに際して通勤形車両の車体に乗せ換えた1600形電車や初代AE形電車の機器流用した通勤車である3400形電車のほか、名古屋鉄道では特急の一部特別席化で廃車となった1000系電車の機器を流用した5000系電車がある。近畿日本鉄道では10000系電車の機器を流用した2680系電車や10100系電車の機器を流用した2000系電車がある。

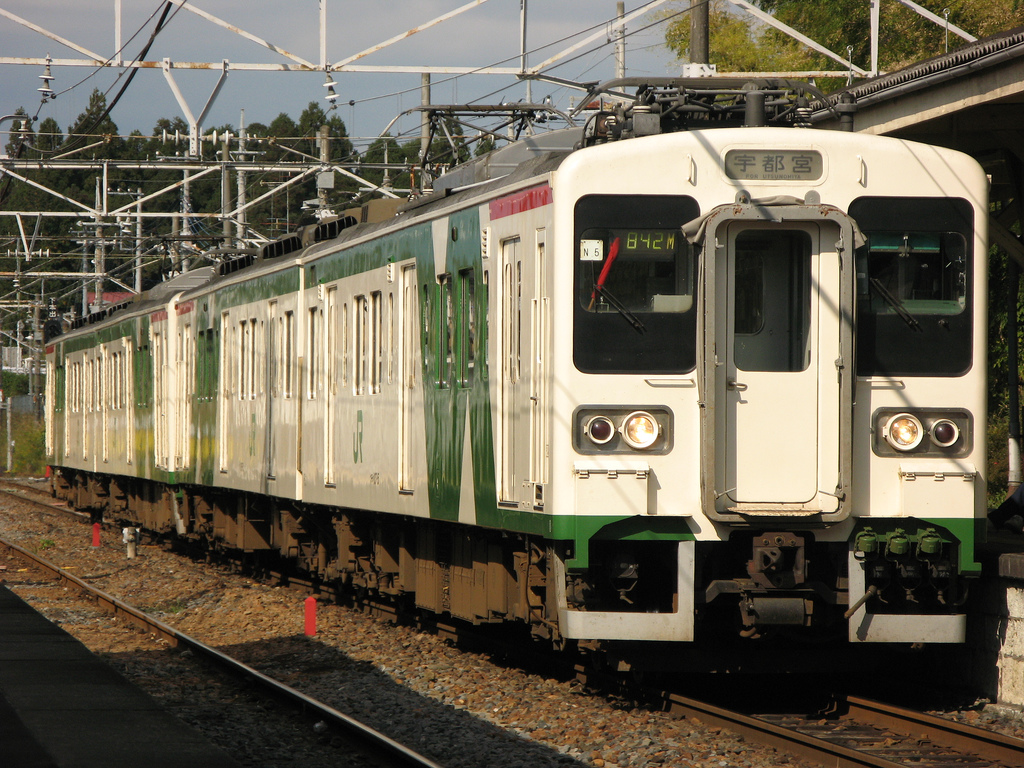
JR東日本107系電車
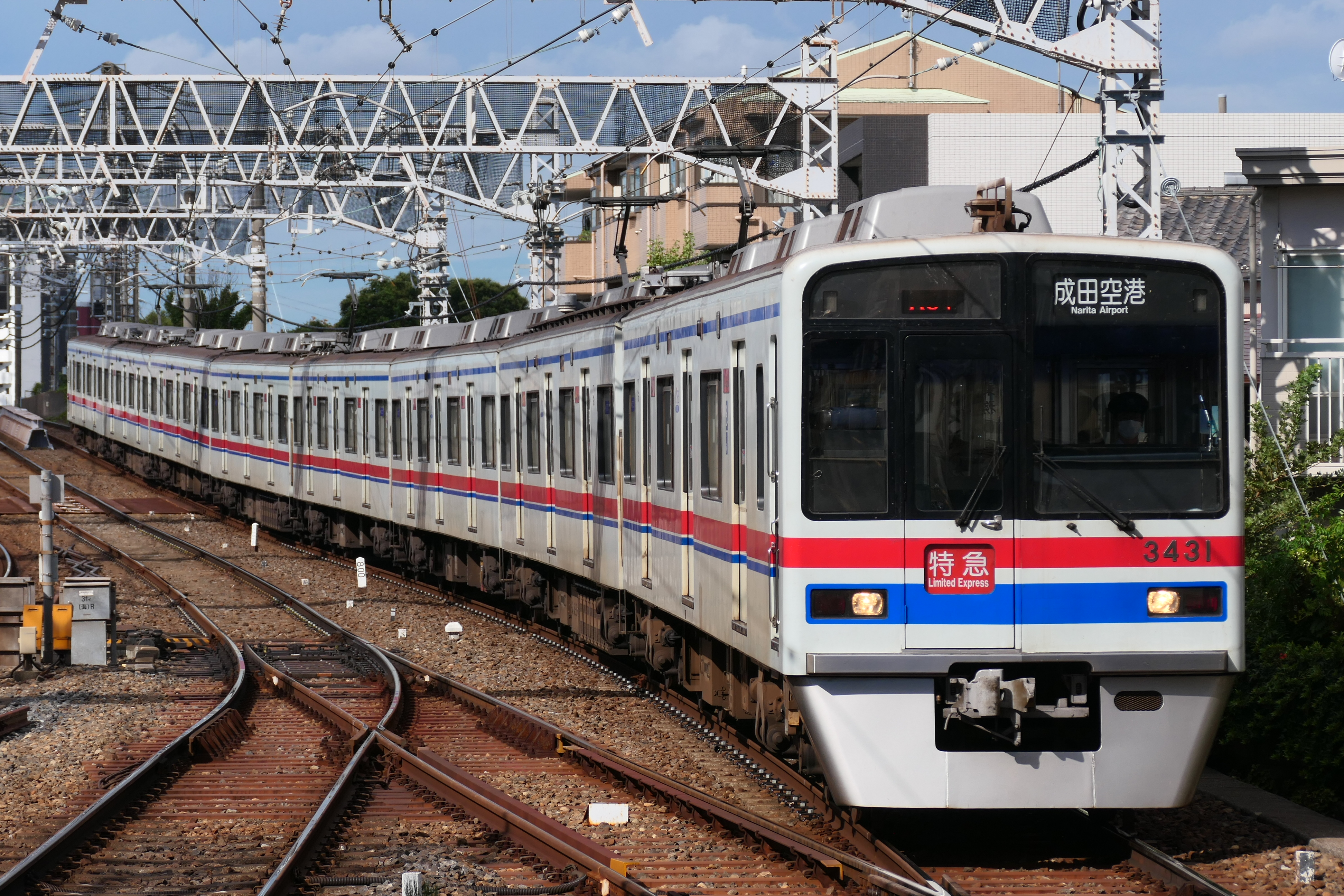
京成3400形
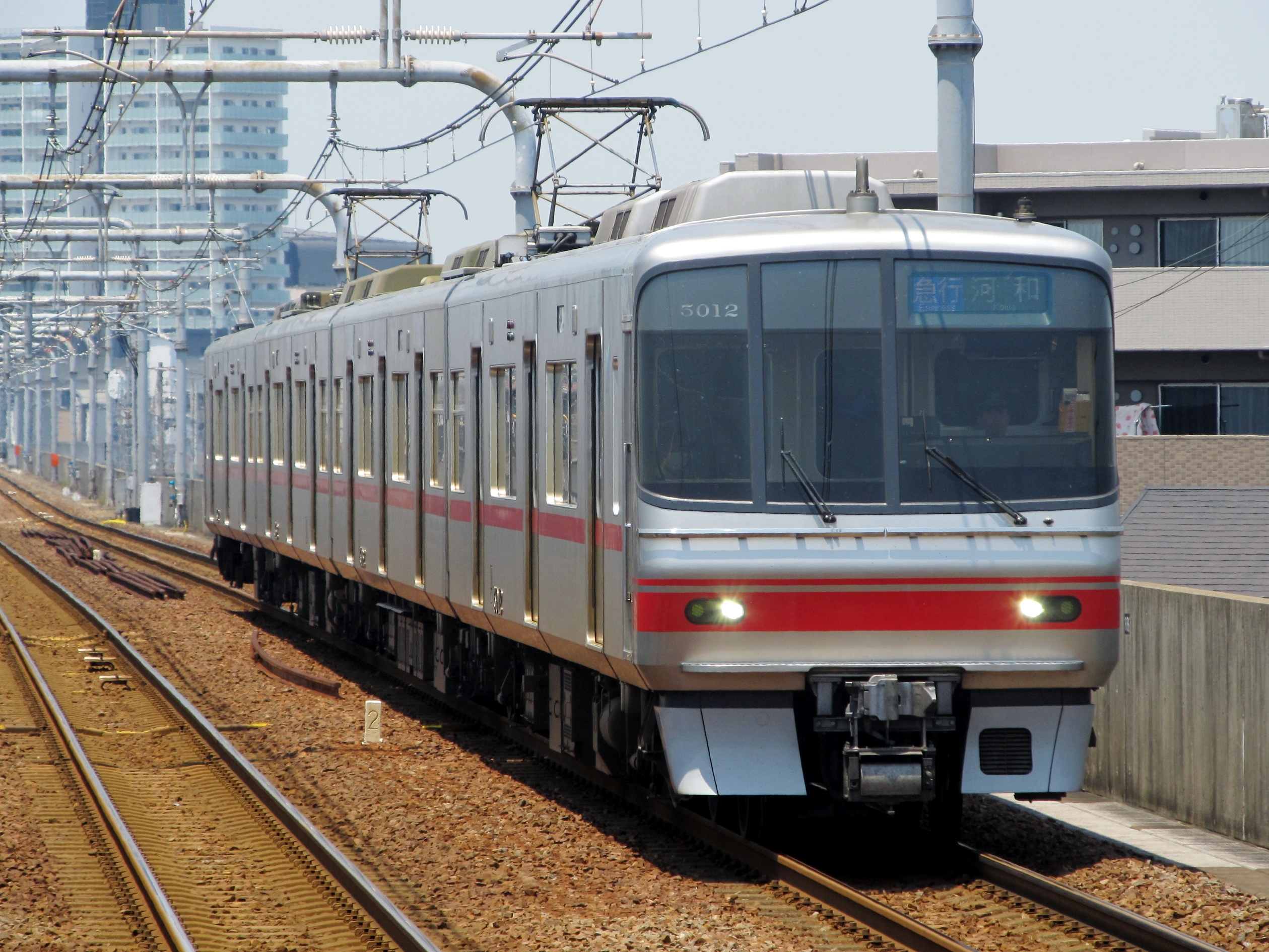
名鉄5000系電車
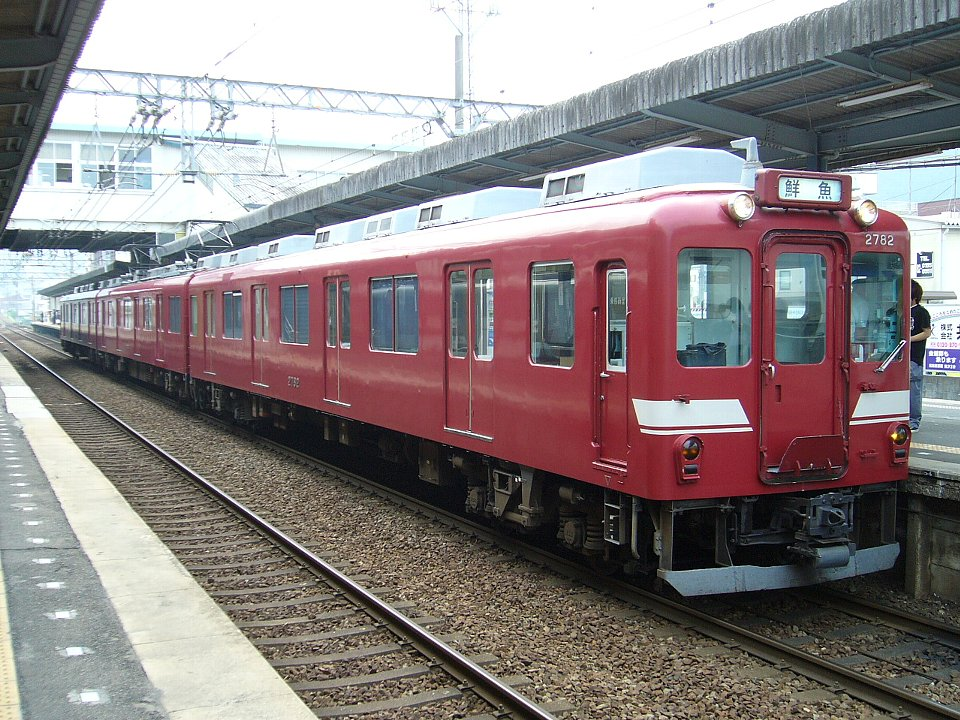
近鉄2680系電車（鮮魚列車での運用）
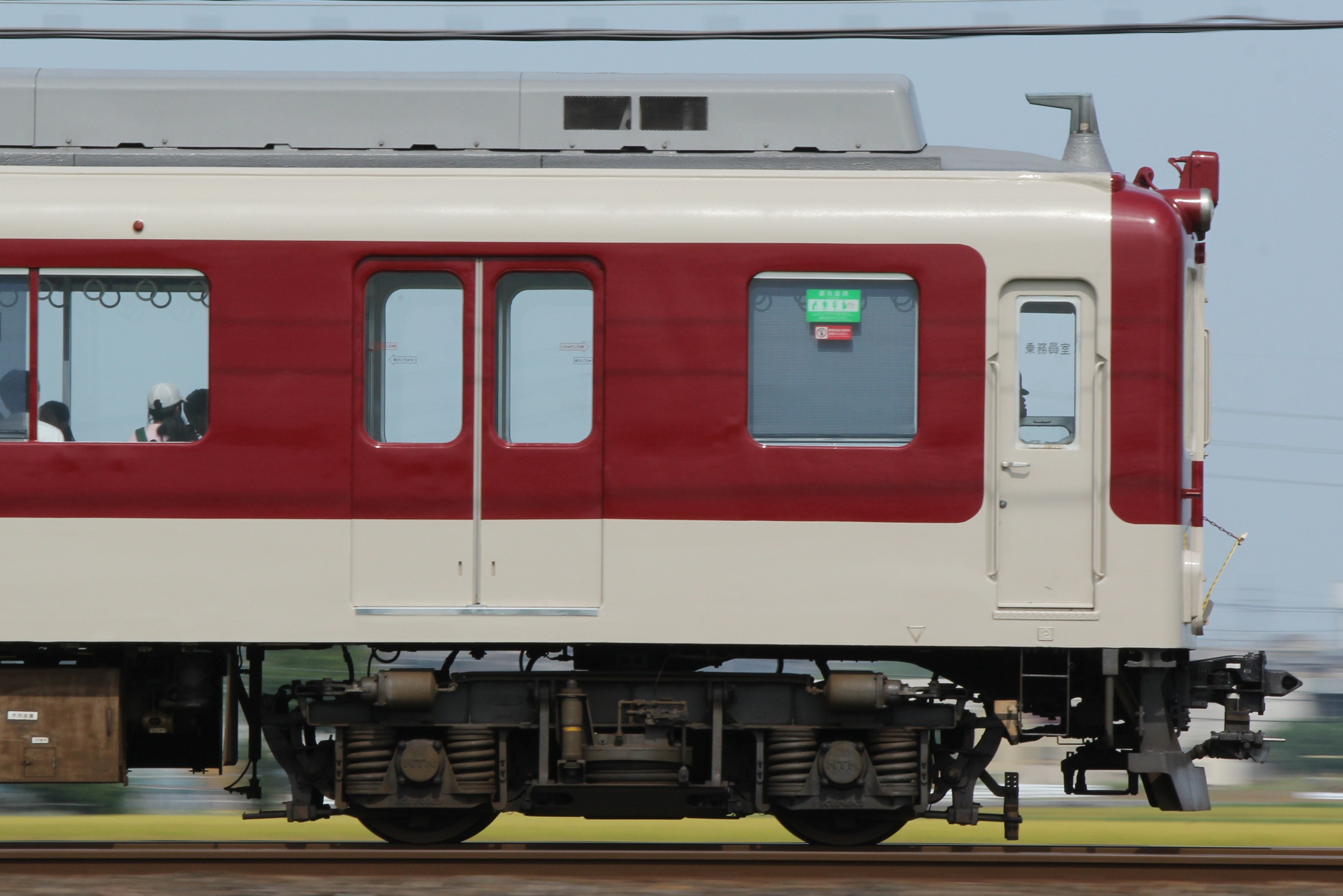
近鉄2000系電車の台車（流用品）

### その他

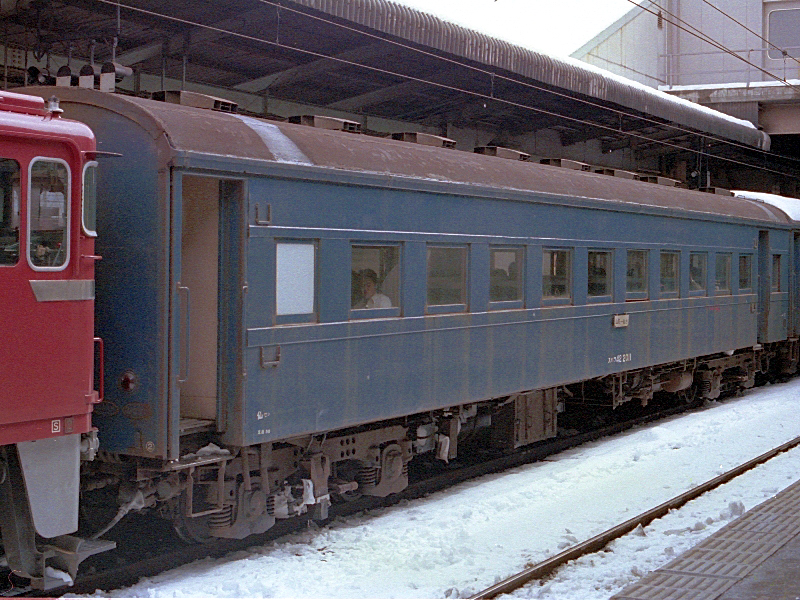
スハ43系客車
元来は急行列車への使用を前提に製造されたが、撮影時点では普通列車に使用されていた（仙台駅、1985年3月撮影）

国鉄では10系以前のいわゆる旧型客車については1両単位で管理されており、普通車については普通列車で使用することを前提とした戦災復旧車である70系客車と鋼体化改造車である60系客車を除いて種別ごとに使用形式を特に限定していないが、その多くがデッキ付きの2扉クロスシートで製造されているため、優等列車への使用することも前提とされていた。
そのため、程度の良い車両は優等列車での使用が優先され、後継車両の増備や置き換えにつれて捻出した中堅車や経年車は普通列車に使用されていた。1960年代後半以降は急行列車への運用は原則として近代化改造を施工した車両と10系客車に限定していた。
また、20系客車は元来は特急形であったが、後継車である14系客車や24系客車の増備につれて次第に急行列車にも運用されるようになり、国鉄末期には夜行列車の廃止・削減につれて余剰となった14系客車や24系客車も20系客車の老朽化に伴い置き換え用として転用され、結果的には急行列車にも使用されるようになっている。
名古屋鉄道では1975年までは特急列車への使用と着席通勤を前提に汎用性を追求していたため、2ドア転換クロスシート車が伝統的に導入されていた。登場後しばらくは特急専用で運用され、後継車の増備につれて格下げの体制で次第と広汎に運用されるようになっていたため、このように特急用や一般用といった車両区分の概念がなく、7000系・7700系・7500系が長らく実質的な特急・急行用として使われ、1982年（昭和57年）以降は白帯が入った7000系・7700系（通称『白帯車』）のみが特急列車に充当されていた。 また、名鉄線内のみで有料特急専用で運用される電車においても1984年（昭和59年）に8800系が登場するまでは保有していなかった。1986年（昭和61年）に登場した2ドア転換クロスシート車である5300系・5700系も元来は高速・急行用車両であったが、結果的には後継車両も急行列車に充当されるようになったことから格下げの体制で普通列車にも使用され、現在では全車一般車特急にも充当されたりするなど、広汎に運用されるようになったことから名鉄では2ドアクロスシート車については種別ごとに明確な用途を限定していない。→名古屋鉄道の車両形式も参照
。
厳密な意味での格下げではないが、東海道新幹線では経年の新しい車両をのぞみ・ひかりに、経年車をこだまに充てることが多かったが、営業運転用の車両がN700系・N700S系に統一されてからはそういう事例はなくなった。

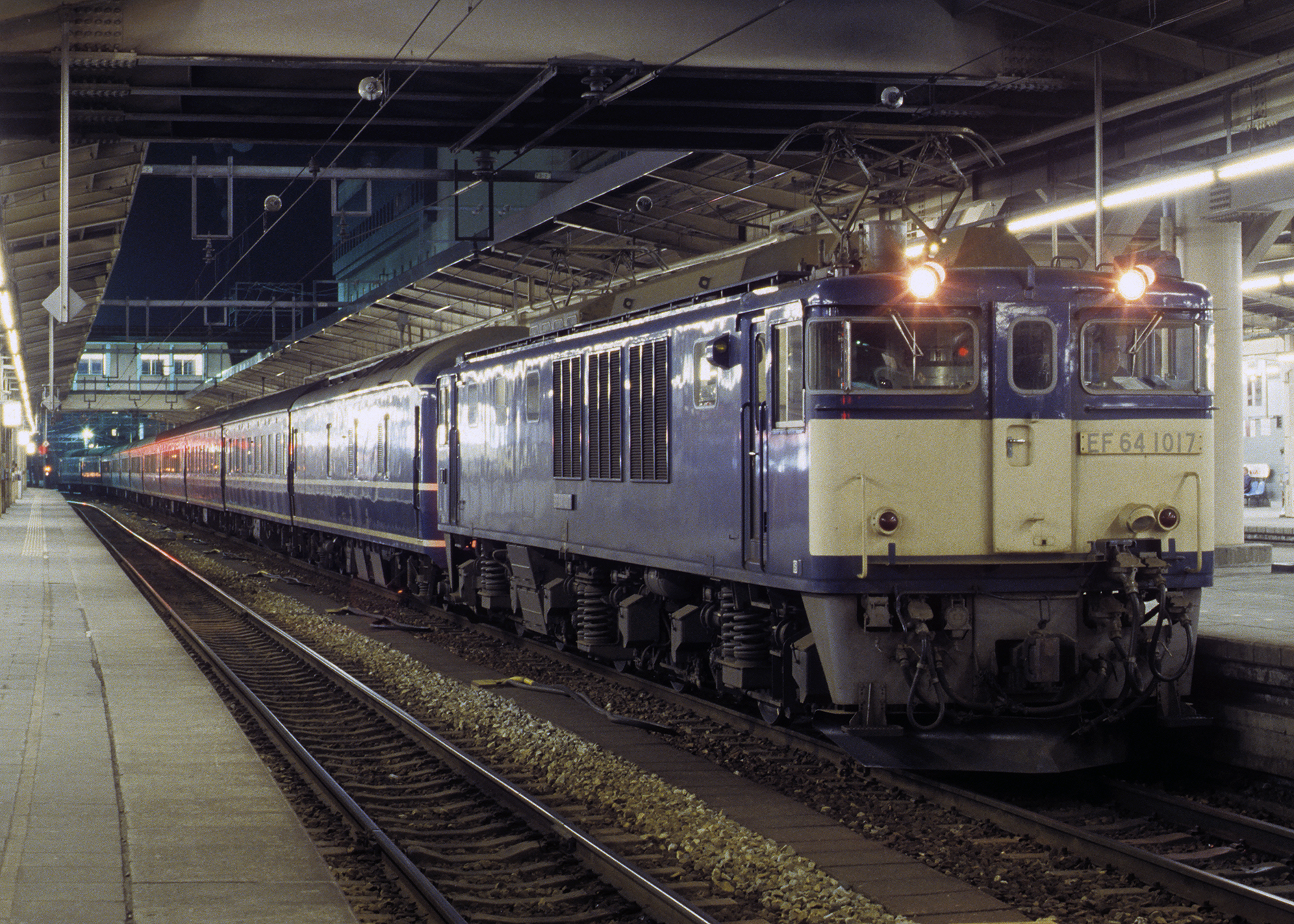
20系の急行運用（天の川）
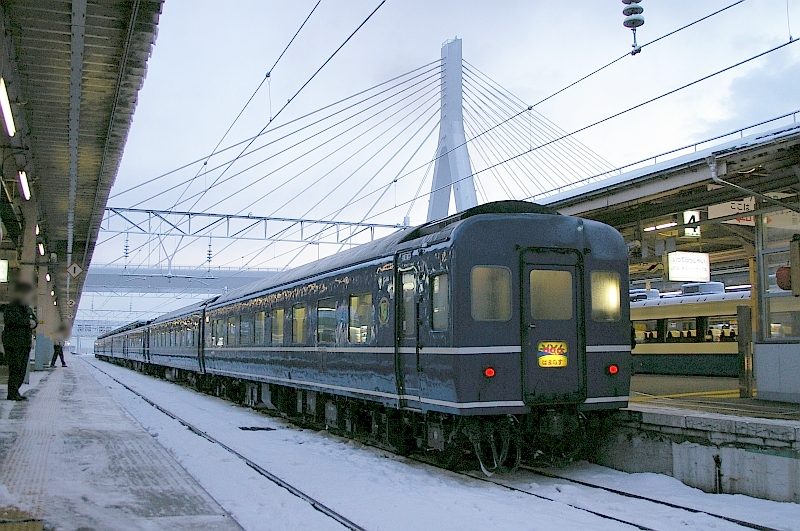
14系の急行運用（はまなす）
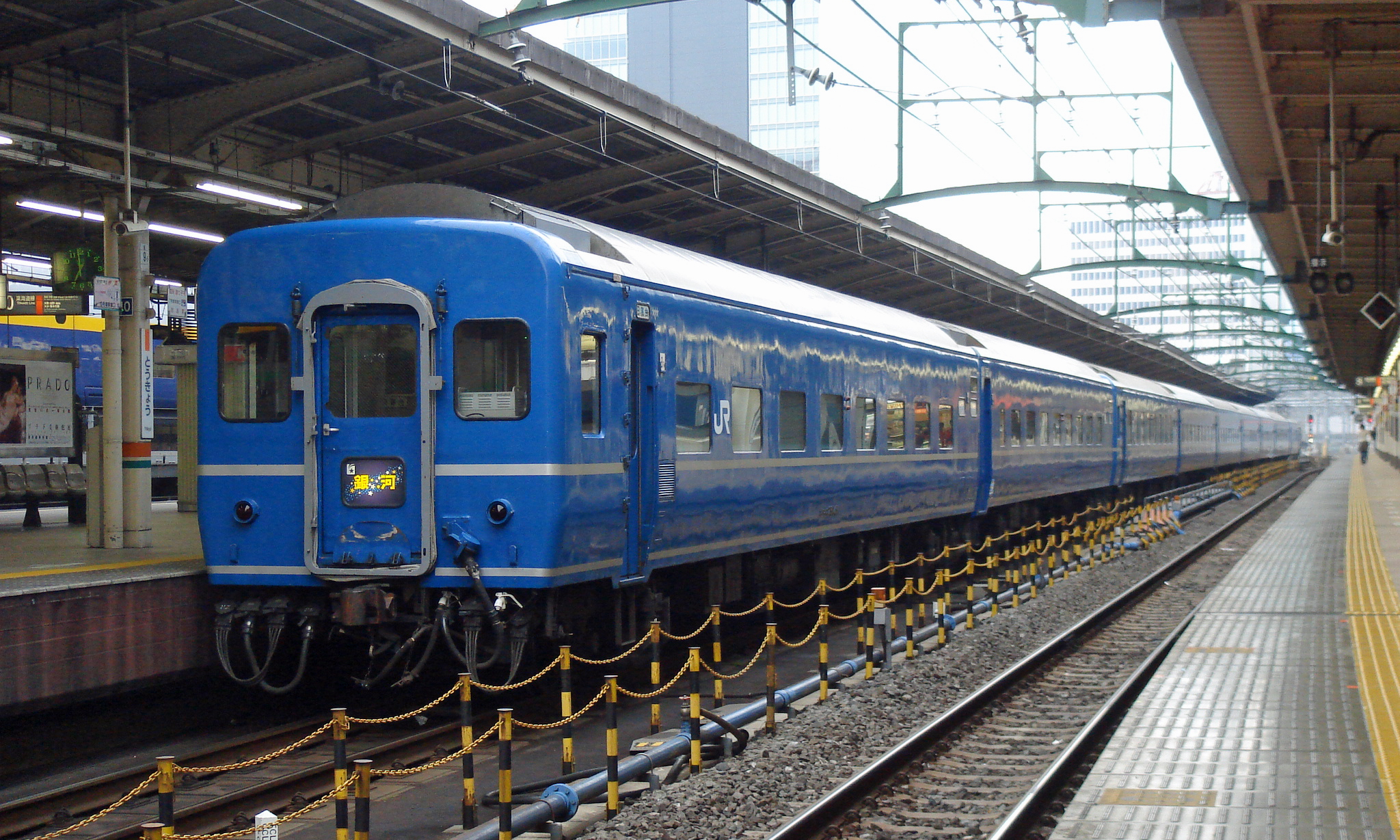
24系の急行運用（銀河）

### 日本国外における事例

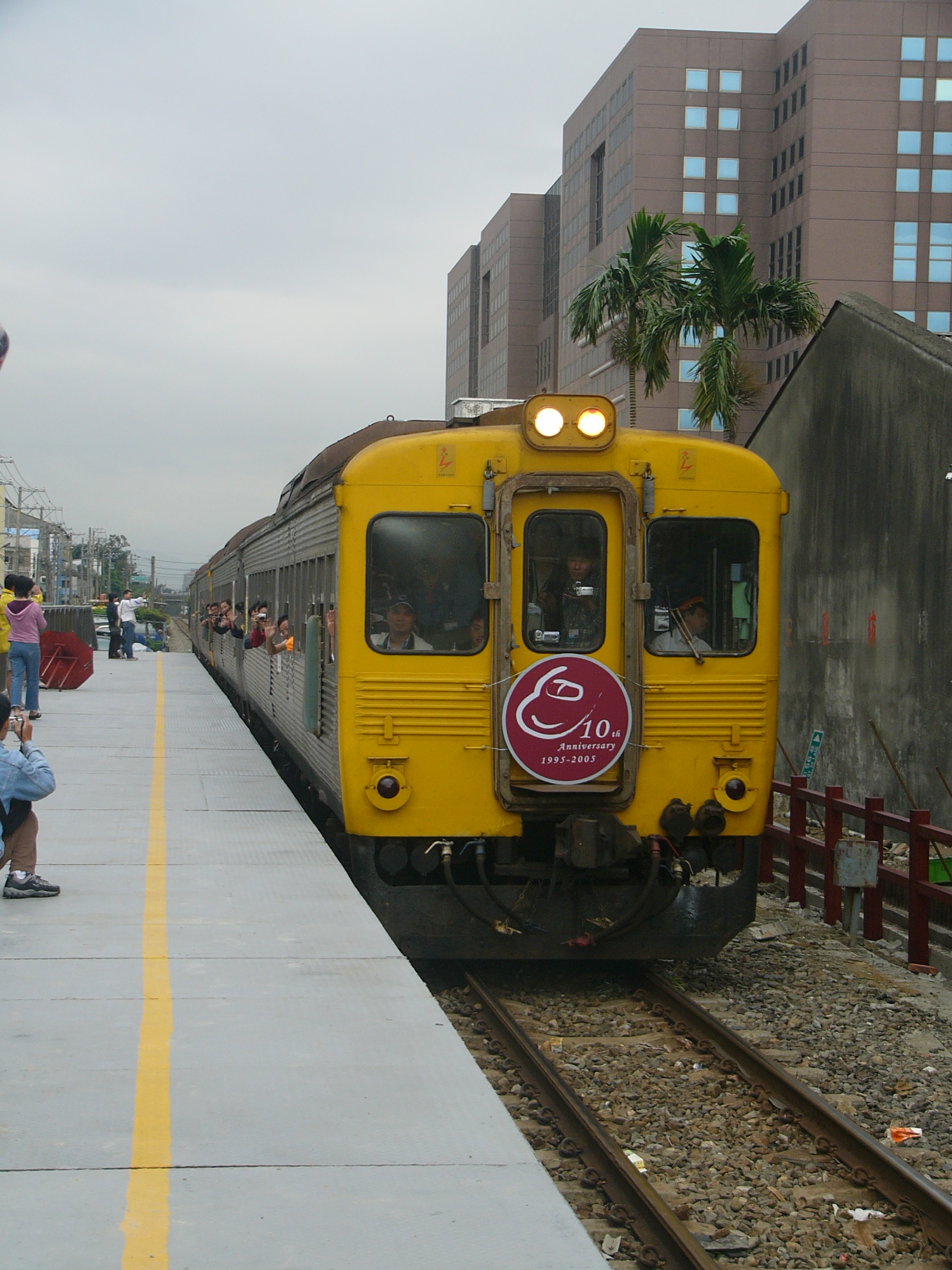
台鉄DR2700型気動車

台湾の台湾鉄路管理局では光華号用であったDR2700型気動車が格下げの体制で使用されている。
韓国ではセマウル号に使用されていた客車がムグンファ号に格下げの体制で転用されたケースがある。

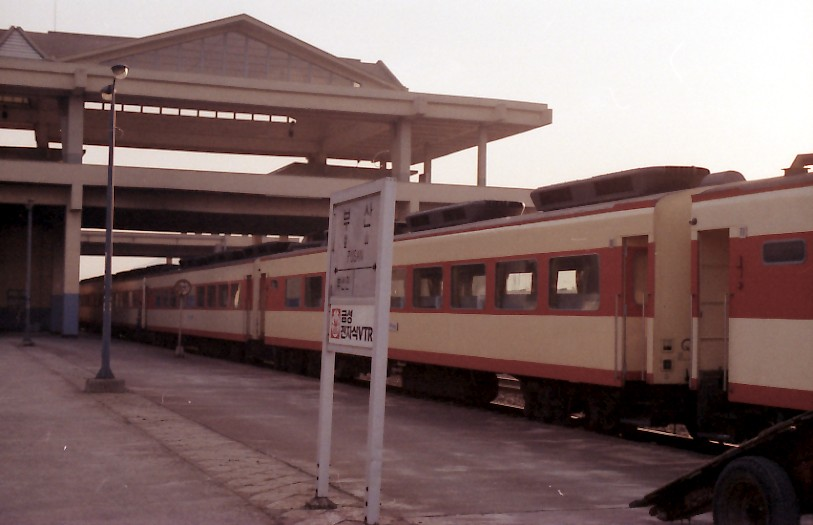
ムグンファ号に転用された旧セマウル号車両

### （参考）格上げの事例

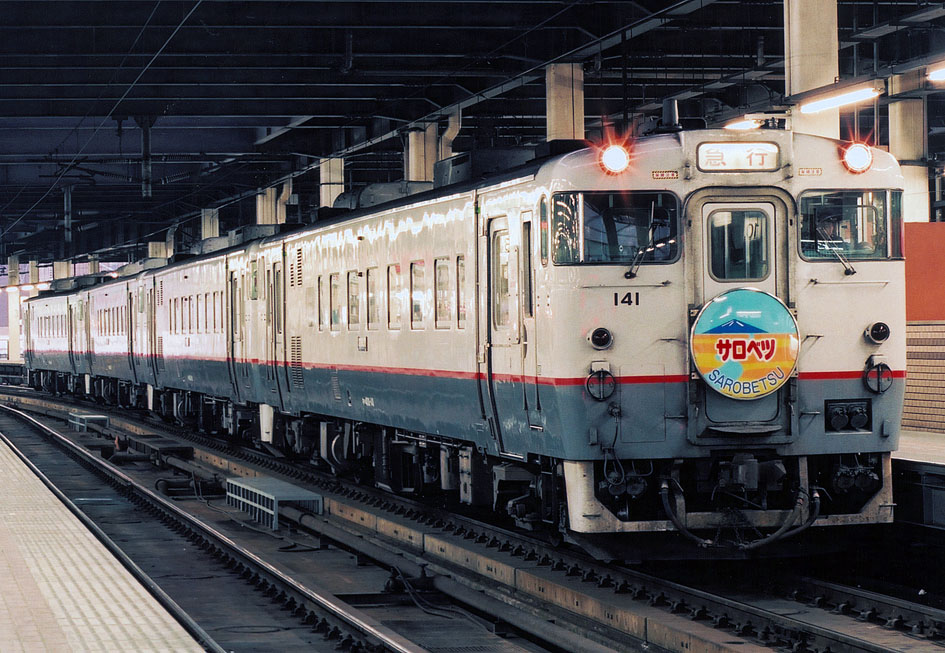
JR北海道キハ400形気動車

優等列車はその性質上、速達性と快適性が要求されるため、格下の車両から格上げしたケースは格下げ車両より少ない。
国鉄・JRにおいては電車では157系電車は元来は準急形であったが、特急形車両に近い接客設備から臨時特急列車にも使用され、後年に完全に特急車と同一水準化する改造が行われ、それ以後は専ら特急形車両として使われた。気動車ではキハ40系気動車が優等列車用に改造された事例があり、北海道旅客鉄道（JR北海道）では急行列車用に高出力化と座席をリクライニングシートに交換したキハ400・480形が存在した他、九州旅客鉄道（JR九州）では「はやとの風」「指宿のたまて箱」用に格上げ改造した車両がある。またJR九州では「海幸山幸」用にキハ125に編入した上で格上げ改造している。西日本旅客鉄道（JR西日本）では117系を「WEST EXPRESS 銀河」用に格上げ改造しているほか、東日本旅客鉄道（JR東日本）ではE721系のクハE720-12の後位側を指定席用に格上げしている。この他に急行形気動車であるキハ65形気動車では特急列車である「ゆぅトピア和倉」や「エーデル北近畿」用などに改造された車両が存在した。他にも60系客車においてオハ61形からオロ61形・オロフ61形への格上げ改造をはじめ、国鉄からJRへの以降期に余剰急行型車両や余剰一般客車からジョイフルトレイン化改造された事例が多数存在する。また、貨車からトロッコ列車などに改造された事例や、JR西日本では223系1000番台のクハ222-1007・1008を新快速の有料座席車用として改造した事例があり、これもある種の格上げと言える。珍しい例では格下げ車両が多かった近郊型グリーン車で、サハ165からサロ110-501に格上げ改造された車両がある。

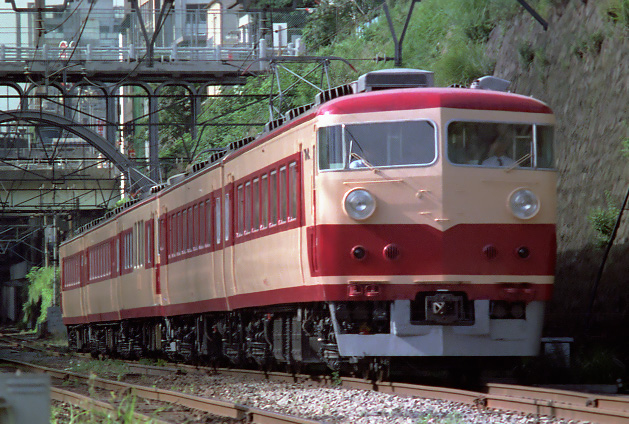
国鉄157系
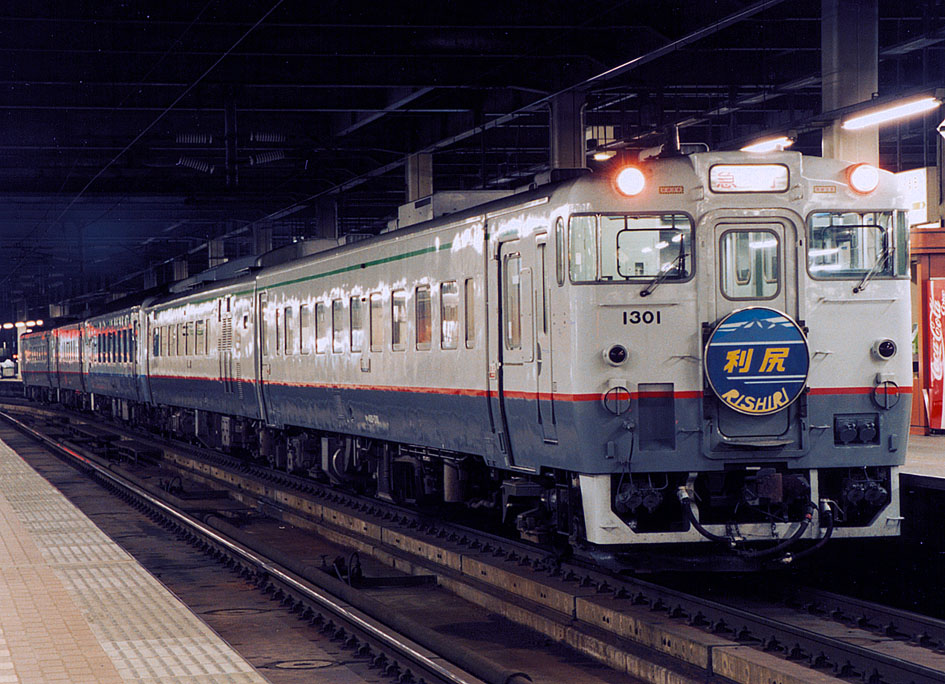
JR北海道キハ480形
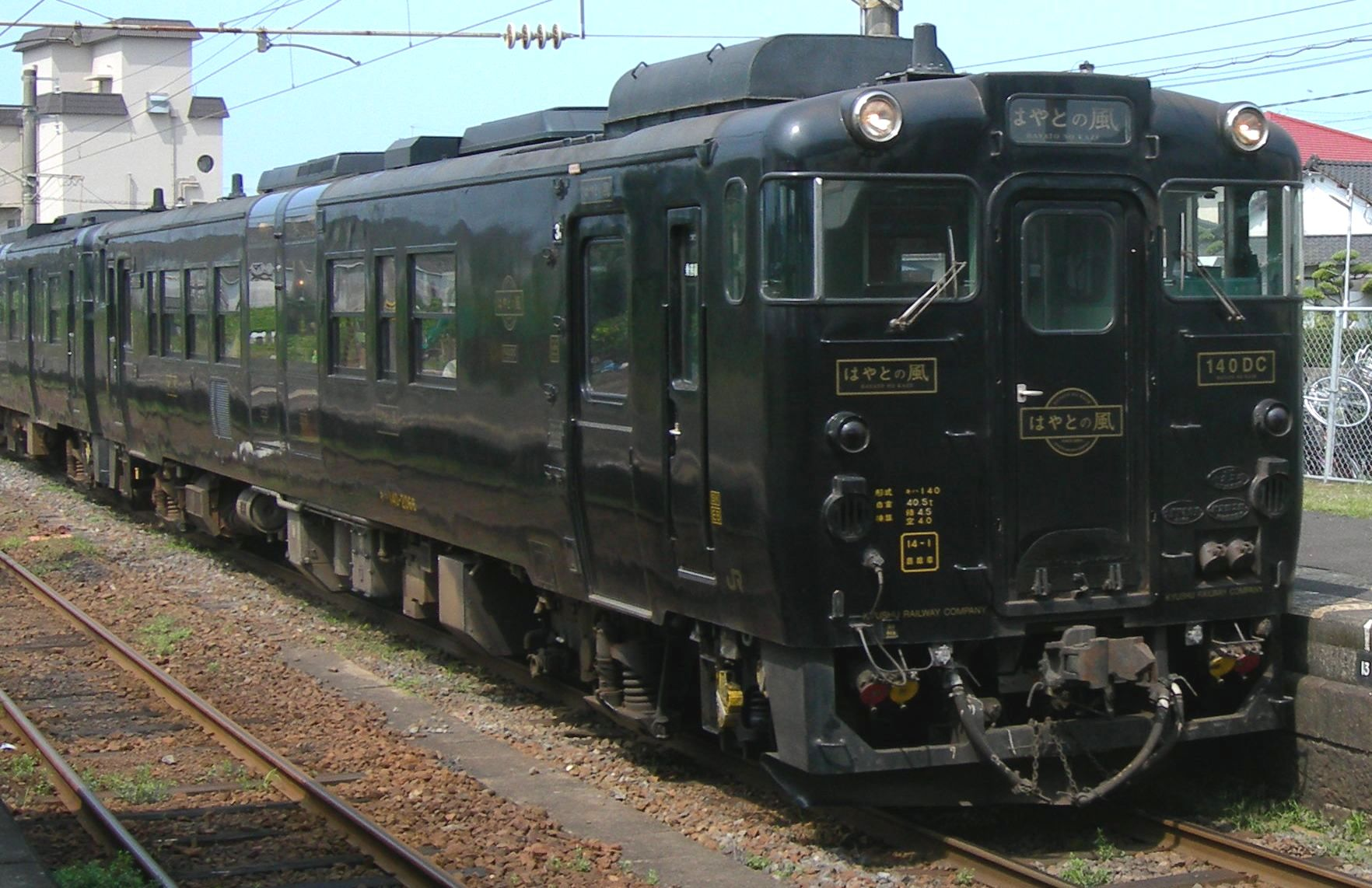
「はやとの風」用改造キハ140
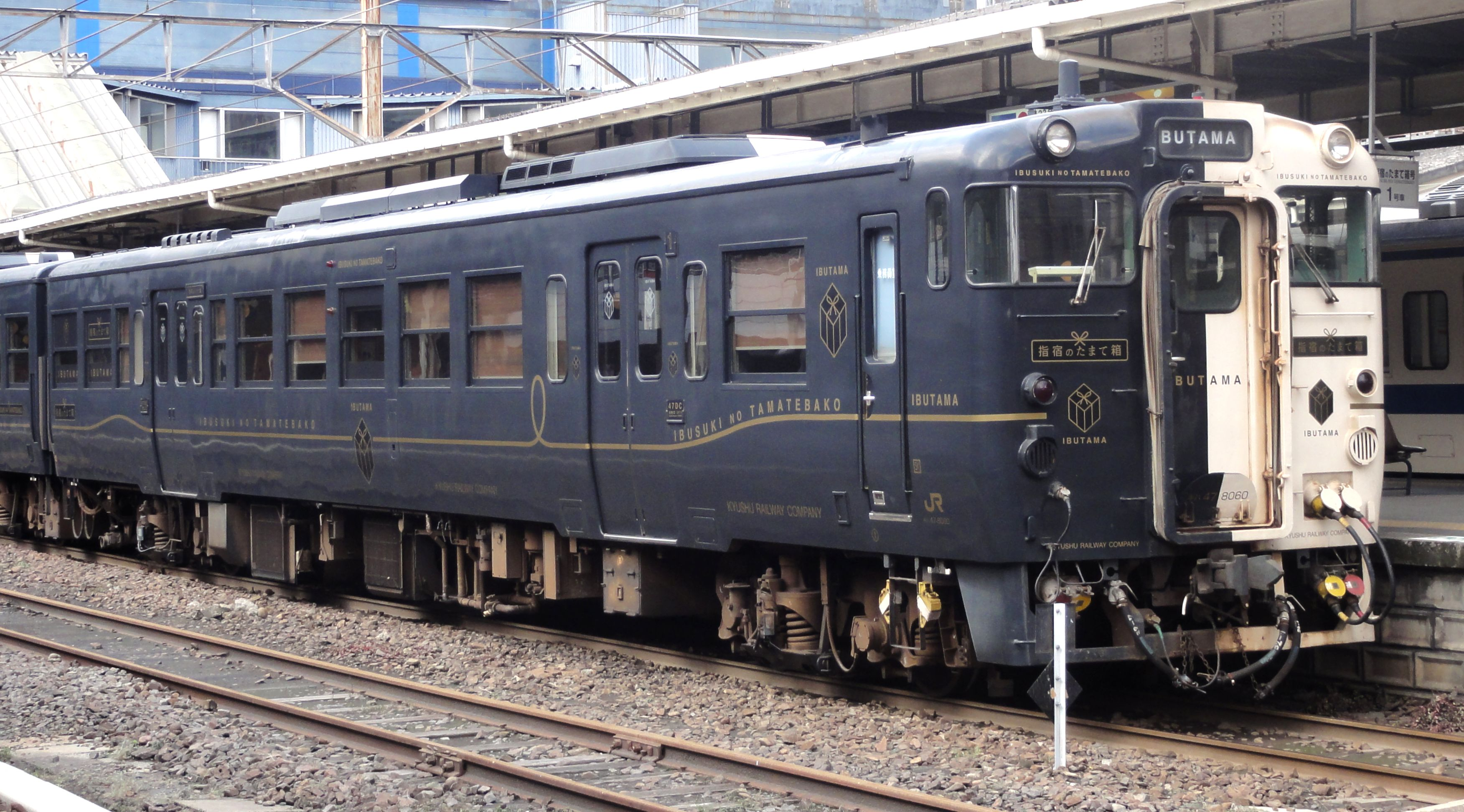
「指宿のたまて箱」用改造キハ47
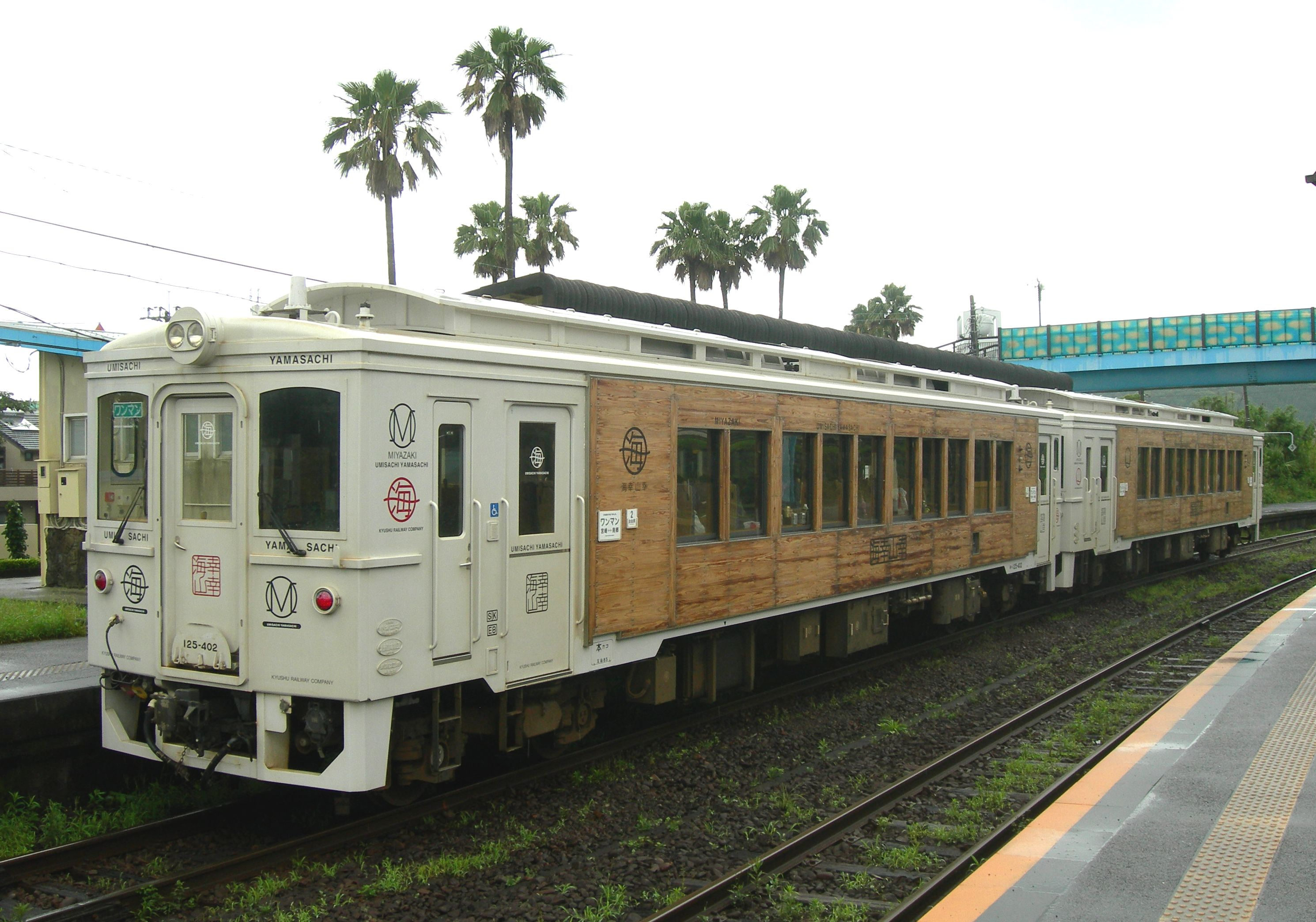
「海幸山幸」用改造キハ125
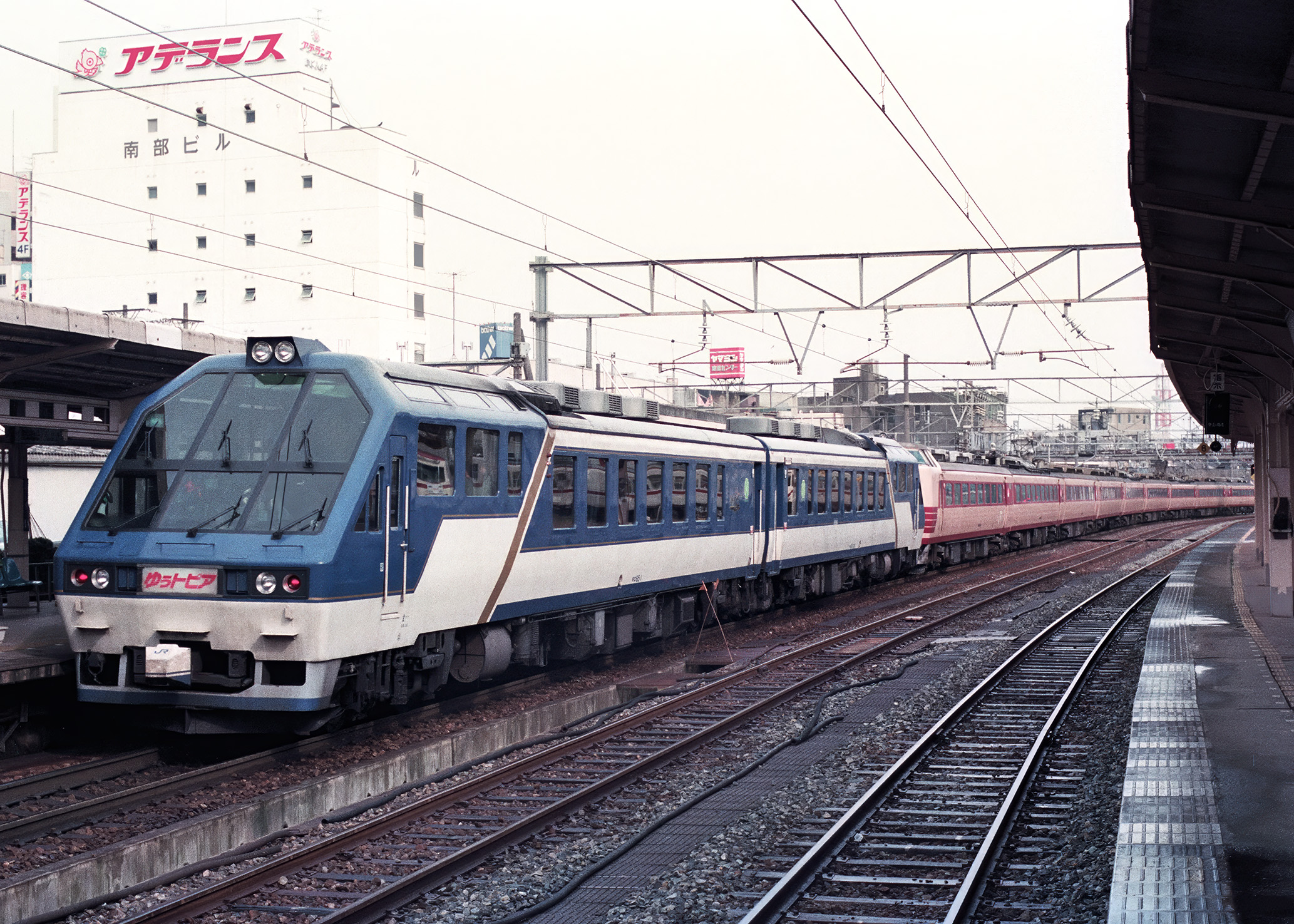
「ゆぅトピア和倉」用改造キハ65。電化区間では485系と併結されていた
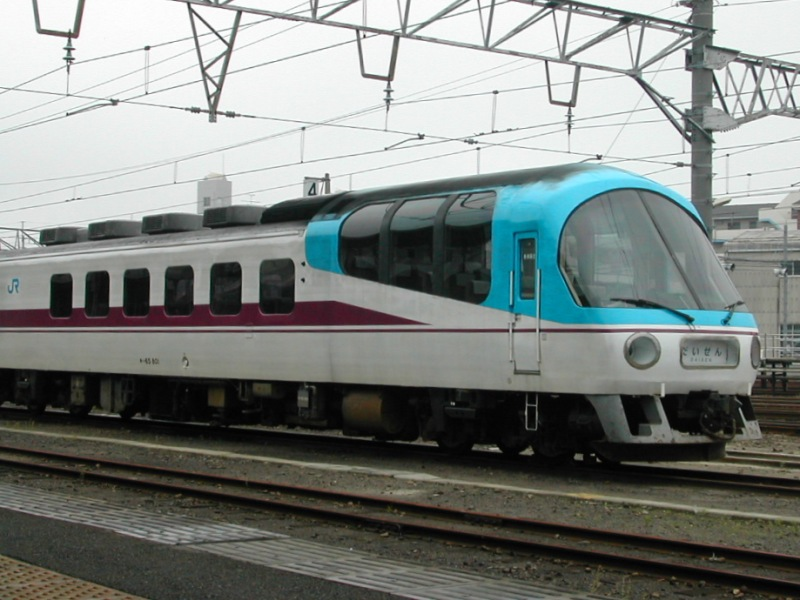
「エーデル北近畿」用改造キハ65

私鉄においては、東武鉄道の300系・350系電車は導入時点では運用列車の種別が急行であったが、後に運用列車が特急に格上げされたことにより特急用車両となった。ただし300系・350系電車は接客設備や速達性が他の特急用車両より劣るため、急行時代の料金が適用されている。名古屋鉄道ではキハ8000系気動車は元来は準急「たかやま」で使用されたため、準急用であったが、特急形に近い接客設備を持つことから1975年に特急「北アルプス」に格上げされたため、実質的に特急用として使用された。西日本鉄道では1000形電車は元来は急行用であったが、急行の特急格上げにより、2000形電車が登場するまで実質上の特急用車両として使われた。
大掛かりな格上げ改造を伴う事例としては、3扉ロングシート通勤車である西武101系電車を購入し、2扉リクライニングシート化した秩父鉄道6000系電車有料急行用車両や、近畿日本鉄道が買収した奈良電気鉄道より引き継いだ一般車を京都線の有料特急設定に際して格上げ改造した680系・683系電車が存在する。一般型車両を改造して観光列車化したものでは近鉄2013系「つどい」や南海2200系「天空」、有料特急列車に改造したものでは東武日光線快速用車両であった6050系を634型電車「スカイツリートレイン」や近鉄6200系を16200系「青の交響曲（シンフォニー）」などの事例が存在する。
日本国外では、韓国の韓国鉄道公社では日本の普通列車と同種の列車である通勤列車の廃止・削減で余剰となった9501系気動車がムグンファ号に転用されるケースが現れている。窓の大型化、座席のリクライニングシート化など優等列車に適した接客設備に改造している。

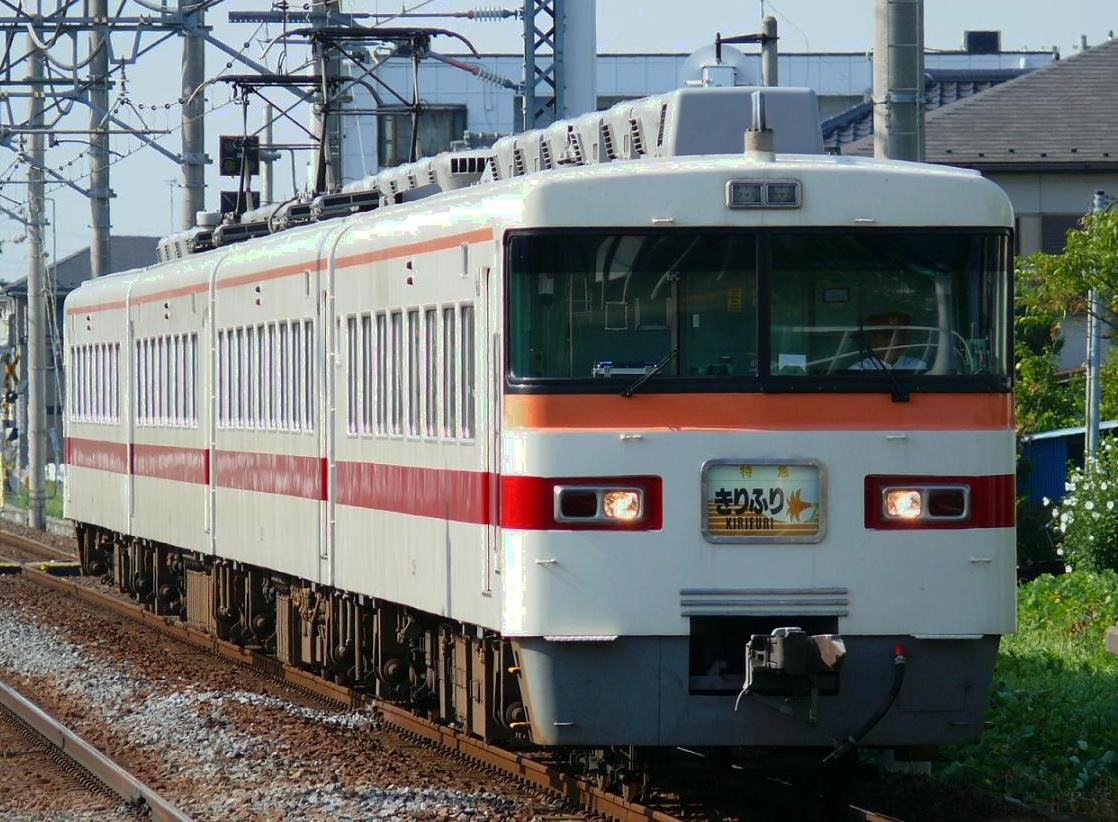
特急格上げ後も使用する東武300系
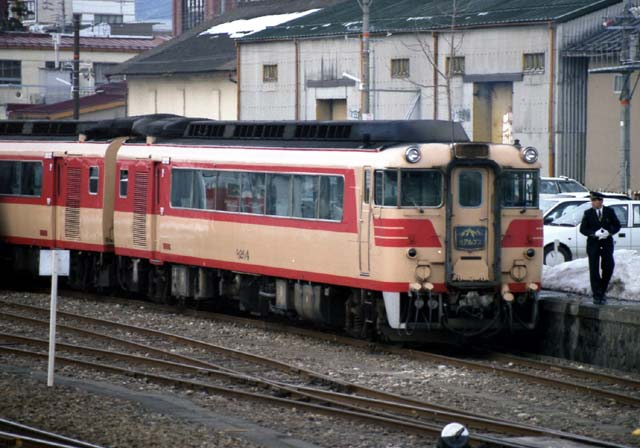
「北アルプス」に使用される名鉄キハ8000系
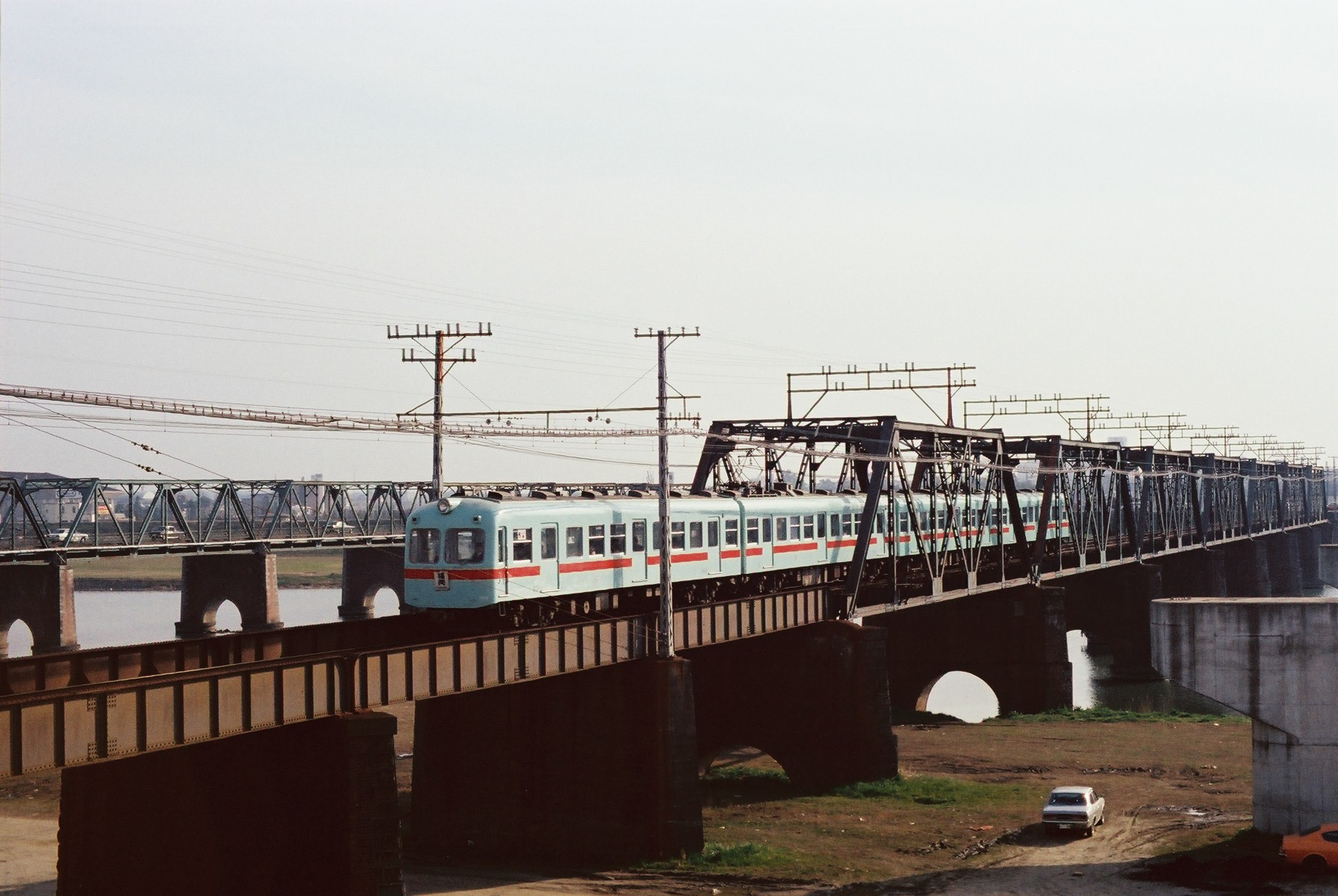
西鉄1000形
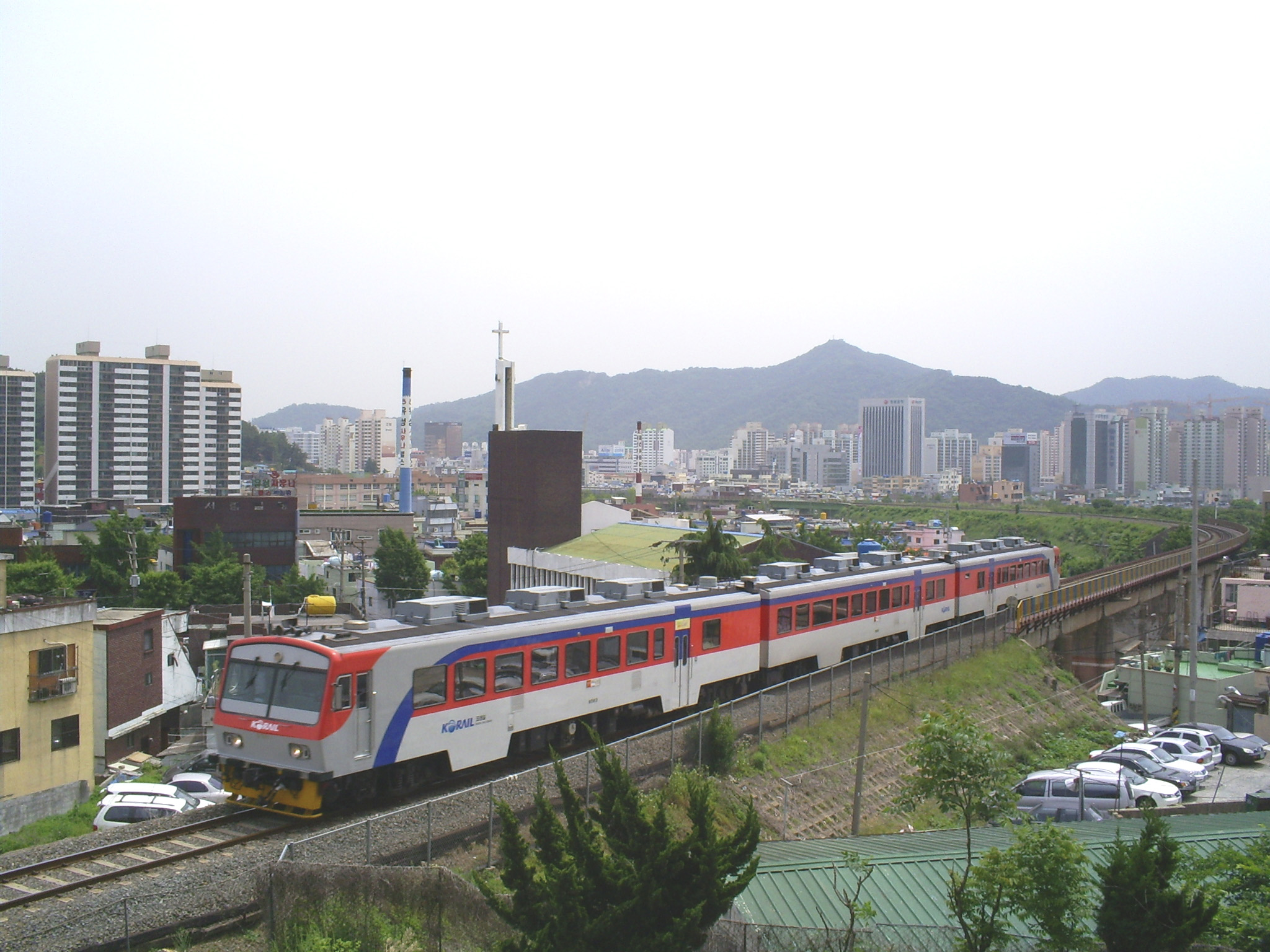
ムグンファ号へ改造された9501系気動車

## バス

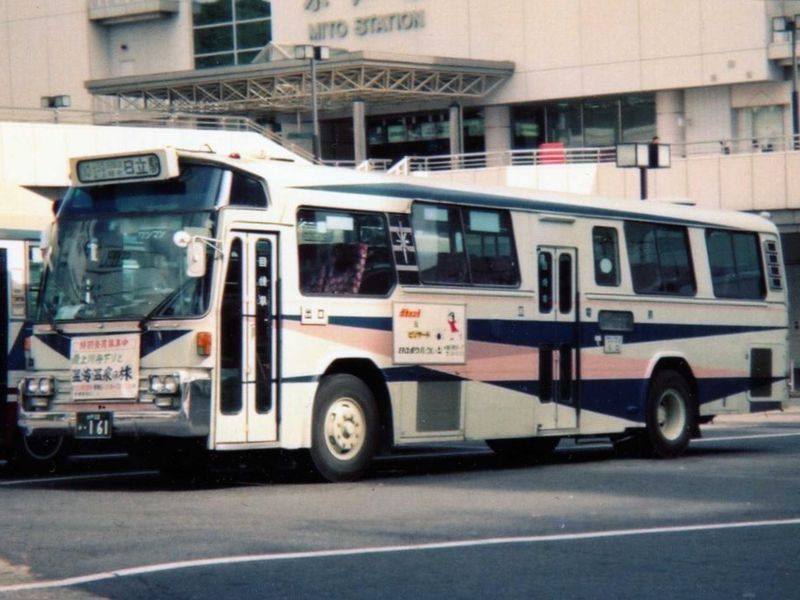
日立電鉄の観光格下げ車。ハイデッカーから路線バスへの格下げは異例の存在。

バスにおいては観光バスに運賃表示器・運賃箱などのワンマン運転用の機器と方向幕を設置し、路線バスに転用するケースが地方のバス事業者で見受けられた。かつては観光バスも路線バスも標準床が主流であり、観光バスのグレードアップにつれて見劣りのする車両は路線バスに転用し、中には扉を中央もしくは後部に設置した車両も存在した。しかし、観光バスのハイデッカー化が進むと一般路線では使いづらくなり、ハイデッカー車に扉を増設した格下げ改造車は極めて少なく、バリアフリーに難があることから最近では高速バスに転用されるケースが多い。